# Burgkirche (Ingelheim)

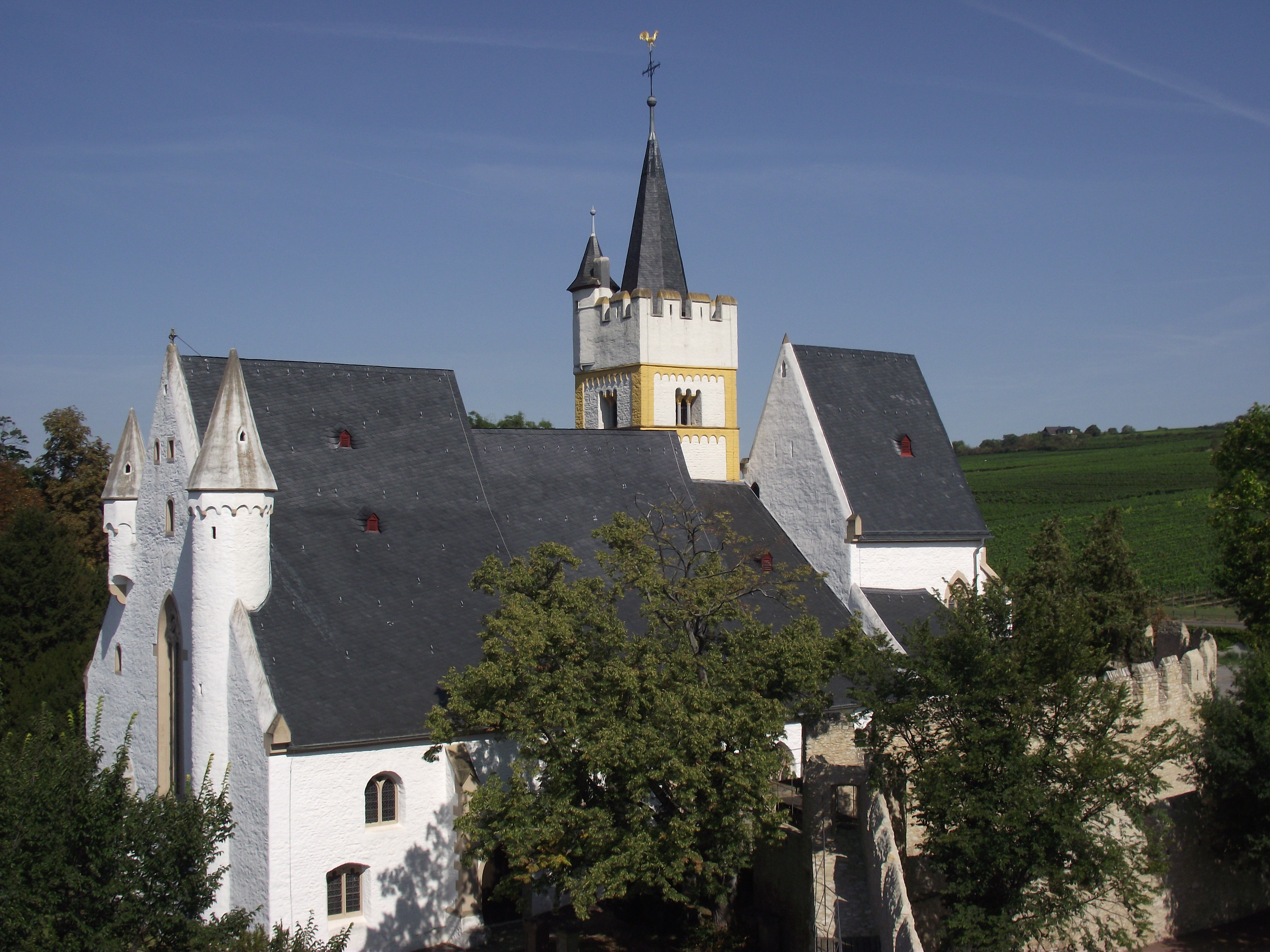
Burgkirche vom Malakow-Turm aus

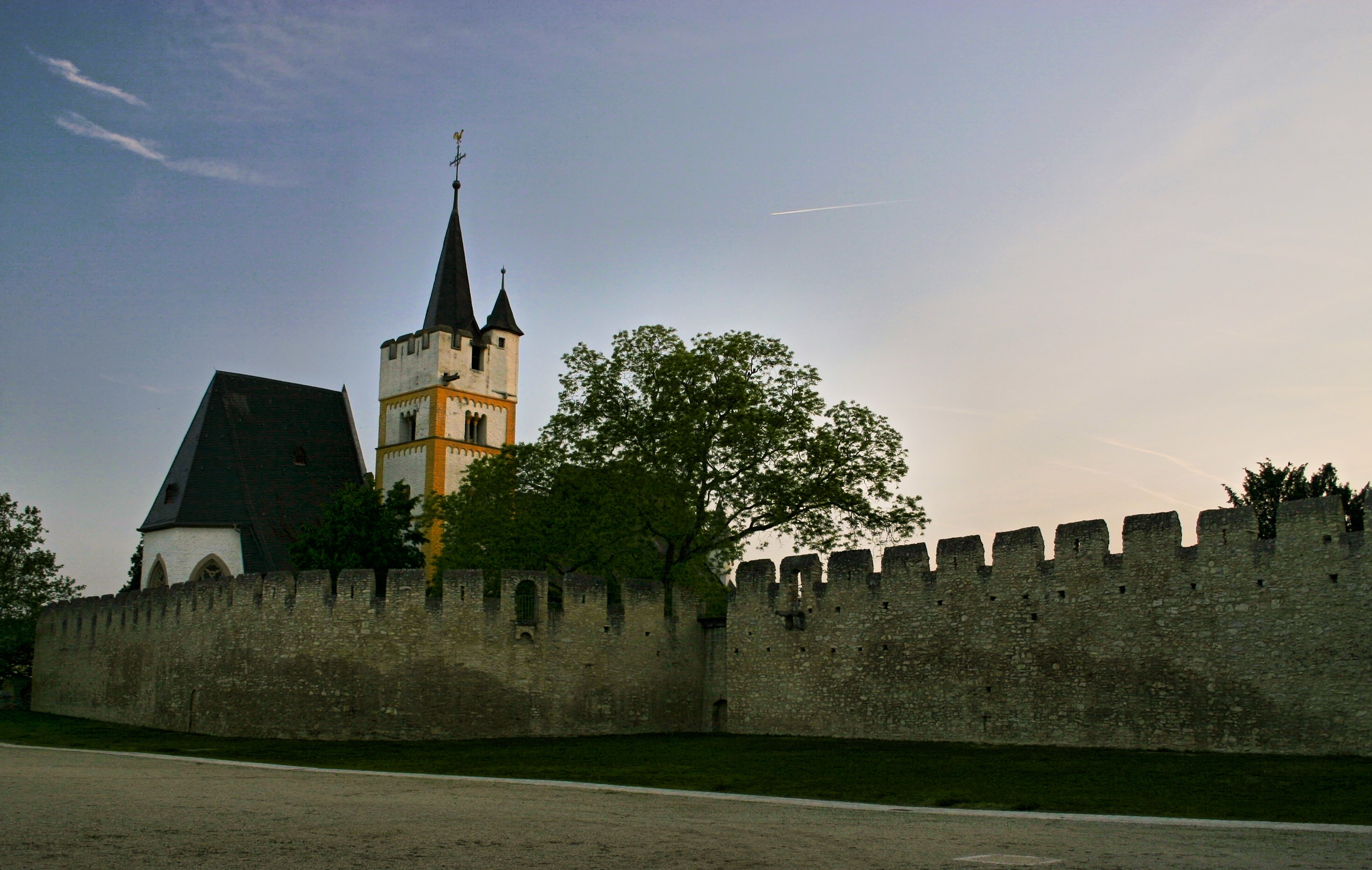
Mit Ortsbefestigung von Osten

Die Burgkirche in Ingelheim im Landkreis Mainz-Bingen, Rheinland-Pfalz, ehemals St. Wigbert genannt, ist eine spätgotische Wehrkirche. Sie wurde in verschiedenen Abschnitten bis zur ersten Hälfte des 15. Jahrhunderts erbaut und ersetzte einen romanischen, einschiffigen Vorgängerbau aus dem 12. Jahrhundert. Sie ist von einer mittelalterlichen Wehranlage umgeben und gilt als eine der am besten erhaltenen befestigten Kirchenbauten im süd- und westdeutschen Raum.
Die Burgkirche diente im Mittelalter der Ober-Ingelheimer Bevölkerung als Rückzugsmöglichkeit bei feindlichen Angriffen, ein Fall, der allerdings nie eintrat. Den Adeligen von Ingelheim diente sie lange Zeit als Grabstätte. Viele ihrer Epitaphe sind bis heute erhalten. Der Ingelheimer Oberhof benutzte das Erdgeschoss des Kirchturms in historischer Zeit als Archiv. In den Jahren 1998 bis 2006 wurde die Burgkirche außen und innen, das wertvolle mittelalterliche Marienfenster im Chor eingeschlossen, umfassend restauriert. Sie steht heute unter Denkmalschutz.

## Lage und Umgebung
Das Bauwerk befindet sich am östlichen Ortsrand, an einem Hang, der zum Mainzer Berg ansteigt und der höchste Punkt von Ober-Ingelheim ist. Umgeben ist es von einer mit einem Zwinger verstärkten und mit Zinnen versehenen Wehrmauer, die Teil der ehemaligen Ortsbefestigung ist.

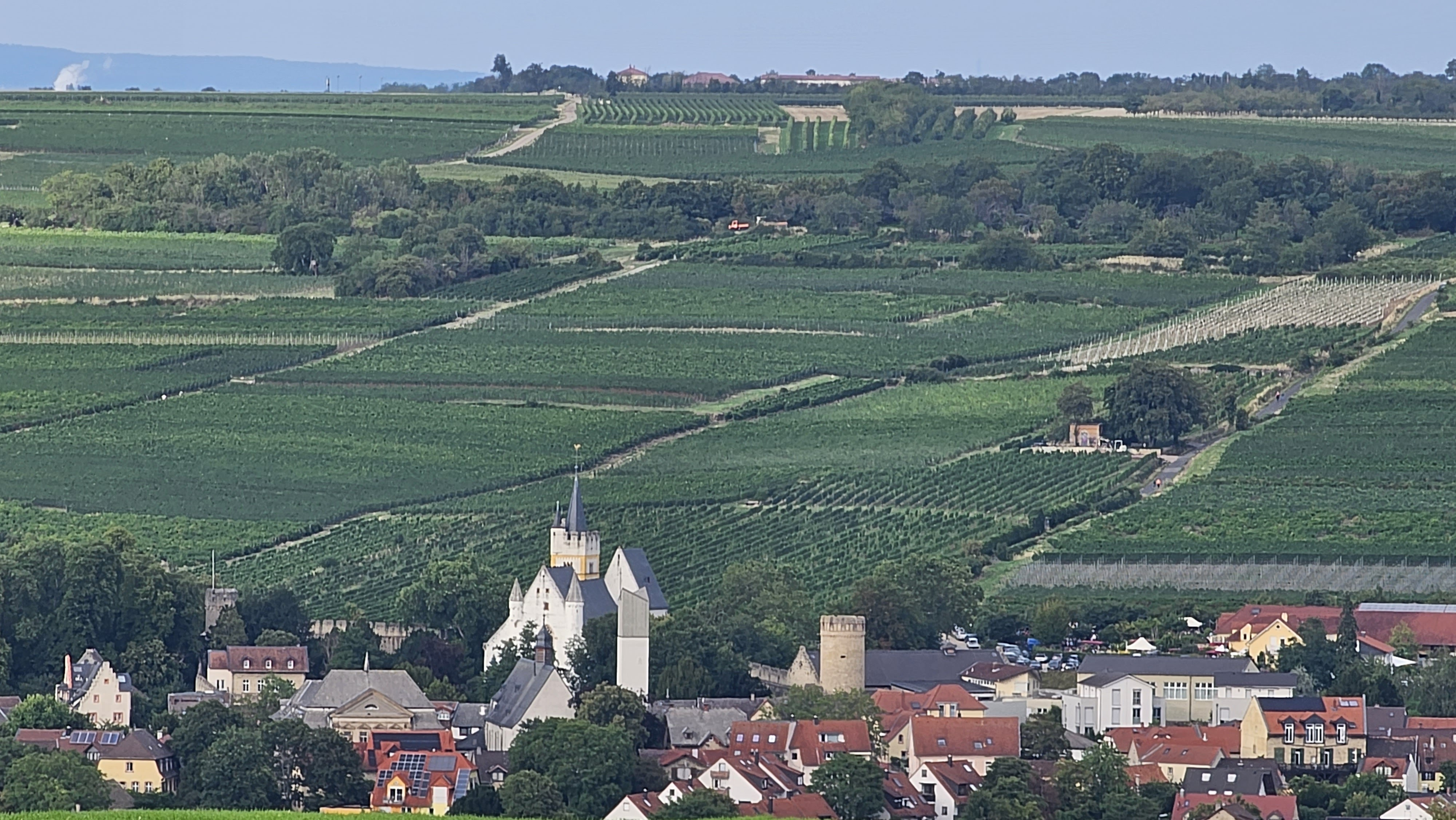
Burgkirche Ingelheim und Blick über die Altstadt von den Feldern aus

Die Mauern sind stellenweise bis zu zwei Meter dick und bis zu acht Meter hoch. Auf dem Kirchhof westlich der Kirche befindet sich ein Kriegerdenkmal mit den Namen der Gefallenen des Ersten und Zweiten Weltkriegs; ein weiteres Denkmal steht im südwestlich gelegenen Rosengärtchen und erinnert an den Deutsch-Französischen Krieg 1870–1871, es stand bis Mitte des 20. Jahrhunderts noch am Ober-Ingelheimer Marktplatz. Der Zwinger umspannt nur noch die südliche Kirchenseite. Ursprünglich war die Kirche aus dem Ortskern nur durch den westlichen Torbogen zu erreichen. Für den östlichen Torbogen, der von der Kirche zum heutigen Rotweinfestplatz und in die Weinberge führt, wurde die Wehrmauer erst später durchbrochen. Zu erreichen ist die Kirche vom Marktplatz in Ober-Ingelheim über die Straße An der Burgkirche.

## Geschichte

### Vorgeschichte

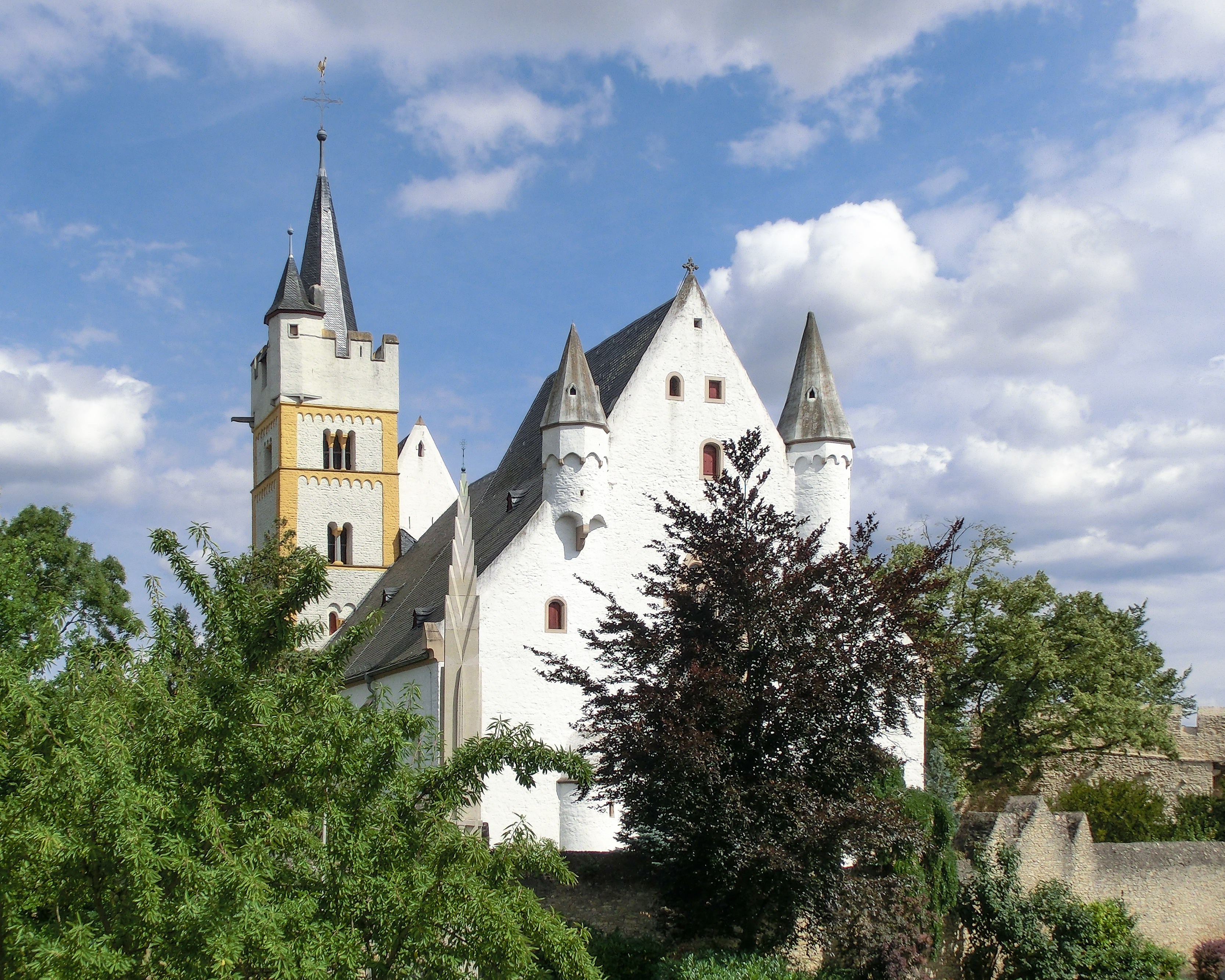
Gesamtansicht von Westen mit Kriegerdenkmal

Im 7. Jahrhundert wurde an der Stelle der heutigen Kirche eine Kapelle, die zu einem fränkischen Friedhof gehörte, errichtet. Diese Kapelle, vermutlich eine Filiale der Kirche St. Remigius in Nieder-Ingelheim, übergab Karl der Große dem Kloster in Bad Hersfeld, das auch den Fronhof und Zehntrechte erhielt.

### Kirchenbau und spätgotischer Ausbau
Im 12. Jahrhundert folgte ein einschiffiger romanischer Neubau mit flacher Decke, von dem heute nur noch der Turm zu sehen ist. Mitte des 12. Jahrhunderts wurde die Burgkirchenbefestigung gebaut. Seit dem Jahr 1051 war sie dem Heiligen Wigbert geweiht, dem Schutzpatron des Klosters Bad Hersfeld. Um 1296 wurde das Patronat an das Mainzer Domkapitel veräußert. Der erste Pfarrer wurde 1326 eingesetzt. Ab 1400 zogen Bürger aus Frei-Weinheim zu Ostern in einer Prozession zur Burgkirche, um mit einer Kerzenspende für guten Fischfang und um Segen für ihre Schiffe und Boote zu beten.
Anfang des 15. Jahrhunderts wurde mit dem spätgotischen Ausbau der Kirche begonnen. 1404 wurde östlich des Turmes der neue Chor fertiggestellt. Der romanische Vorgängerbau wurde dabei größtenteils überbaut, er ist nur noch teilweise unter dem heutigen Mauerwerk vorhanden. Auf einer Urkunde über den Ausbau der Kirche aus dem Jahr 1406 werden der damalige Pfarrer Craff von Eteuil und die Baumeister Dilman Dinckel und Michel Berdir genannt, Werkmeister war Johann von (Ober) Diebach. Anschließend wurde mit dem Ausbau des östlichen Langhauses begonnen, das gegen 1431 vollendet wurde. Die noch vorhandenen Rundbogenfenster an der Südseite des Mittelschiffs verweisen auf die ursprüngliche Planung einer Basilika, die allerdings gegen 1434 zugunsten einer Staffelhalle verworfen wurde.
Unter der Leitung von Peter Arnold aus Bingen wurde von 1450 bis 1462 der Bau des westlichen Langhauses fertiggestellt. Ein Zimmermann namens Nikolaus Holzhauser brachte ein Satteldach an, das alle drei Schiffe umspannt. 1476 wurde die Kirche innen ausgemalt. Hen Scherer verglaste 1485 die Fenster, womit der Ausbau beendet war. Im Jahre 1576 wurde der Turm renoviert.

### Reformationszeit
Auch in der Reformationszeit besaß das Mainzer Domkapitel weiterhin die Patronatsrechte und vereidigte auch die evangelischen Pfarrer. An einem Sonntag im Juli 1577 wohnte Kurfürst Ludwig von der Pfalz einem Gottesdienst in der Kirche bei. Anschließend war er am 16. Juli 1577 mit 180 Pferden und Reitern zur Entgegennahme einer Huldigung in der Kirche. Die Kirche war in der folgenden Zeit Huldigungsort für den jeweiligen neuen Landesherrn.
Im Jahre 1674 schlug ein Blitz in den Glockenturm ein, der daraufhin völlig ausbrannte. Nur eine Glocke aus dem Jahre 1384 blieb verschont. Ab 1690 wurde die Kirche von Katholiken und Protestanten simultan benutzt, bis am 29. März 1707 bekanntgegeben wurde, dass die Kirche bis zum 31. Mai 1707 von den Katholiken zu räumen war, somit wurde sie endgültig den Reformierten zugesprochen. Dabei wurde auch ein Großteil der katholischen Einrichtung entfernt. Von da an wurde sie Evangelische Kirche genannt.
Nach der Übergabe an die Reformierten wurde die Kirche 1726 erstmals renoviert. Das Erdgeschoss des Turmes diente in der Zeit als Archiv für die Ingelheimer Gerichte im Ingelheimer Grund. Dort wurden Akten, Urkunden, Gerichtsprotokolle und Haderbücher (Prozessführungsakten) gelagert. Auch fanden dort die Urkunden über die Privilegien der Ober-Ingelheimer Bevölkerung Platz.

### Neuzeit

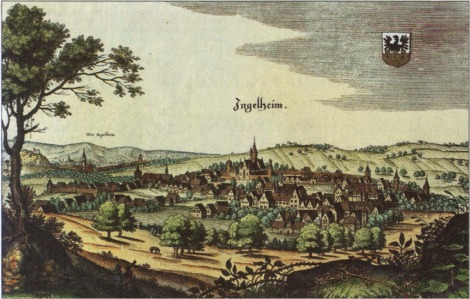
Ober-Ingelheim, in der Mitte die Burgkirche, auf einem Stich von Merian anno 1645

Im Dreißigjährigen Krieg benutzten spanische, französische und kaiserliche Truppen die Kirche als Quartier. Die meisten Grabmäler der Adeligen von Ingelheim wurden dabei geschändet, Figuren geraubt und die Wappen abgeschlagen, da sie als Sinnbild der feudalen Macht galten, ebenso ging dabei auch das Gestühl verloren. Goethe beschrieb den Zustand der Kirche nach den Napoleonischen Kriegen, die auch vor der Ingelheimer Kirche nicht haltgemacht hatten:

„Zu oberst liegt ein altes, durchaus verfallenes, weitläufiges Schloß, in dessen Bezirk eine noch gebrauchte, aber schlecht erhaltene Kirche. Zur Revolutionszeit meißelte man die Wappen von den Rittergräbern. Uralte Glasscheiben brechen nach und nach selbst zusammen. Die Kirche ist protestantisch. Ein wunderbarer Gebrauch war zu bemerken. Auf den Häuptern der steinernen Ritterkolossen sah man bunte, leichte Kronen von Draht, Papier und Band, turmartig zusammengeflochten. Dergleichen standen auch auf Gesimsen, große beschriebene Papierherzen daran gehängt. Wir erfuhren, daß es zum Andenken verstorbener unverheirateter Personen geschehe. Diese Totengedächtnisse waren der einzige Schmuck des Gebäudes.“

1830 fand in der Kirche die letzte Huldigung statt, als am 27. April und 28. April in einem Staatsakt ein Huldigungskommissar den Huldigungseid aller Beamten des damaligen Kantons an den Großherzog von Hessen, Ludwig II., entgegennahm. Bei einem Beerdigungsläuten zersprang die Glocke aus dem Jahre 1384, die bis dahin älteste Glocke Rheinhessens war.

### Zweiter Weltkrieg und Nachkriegszeit

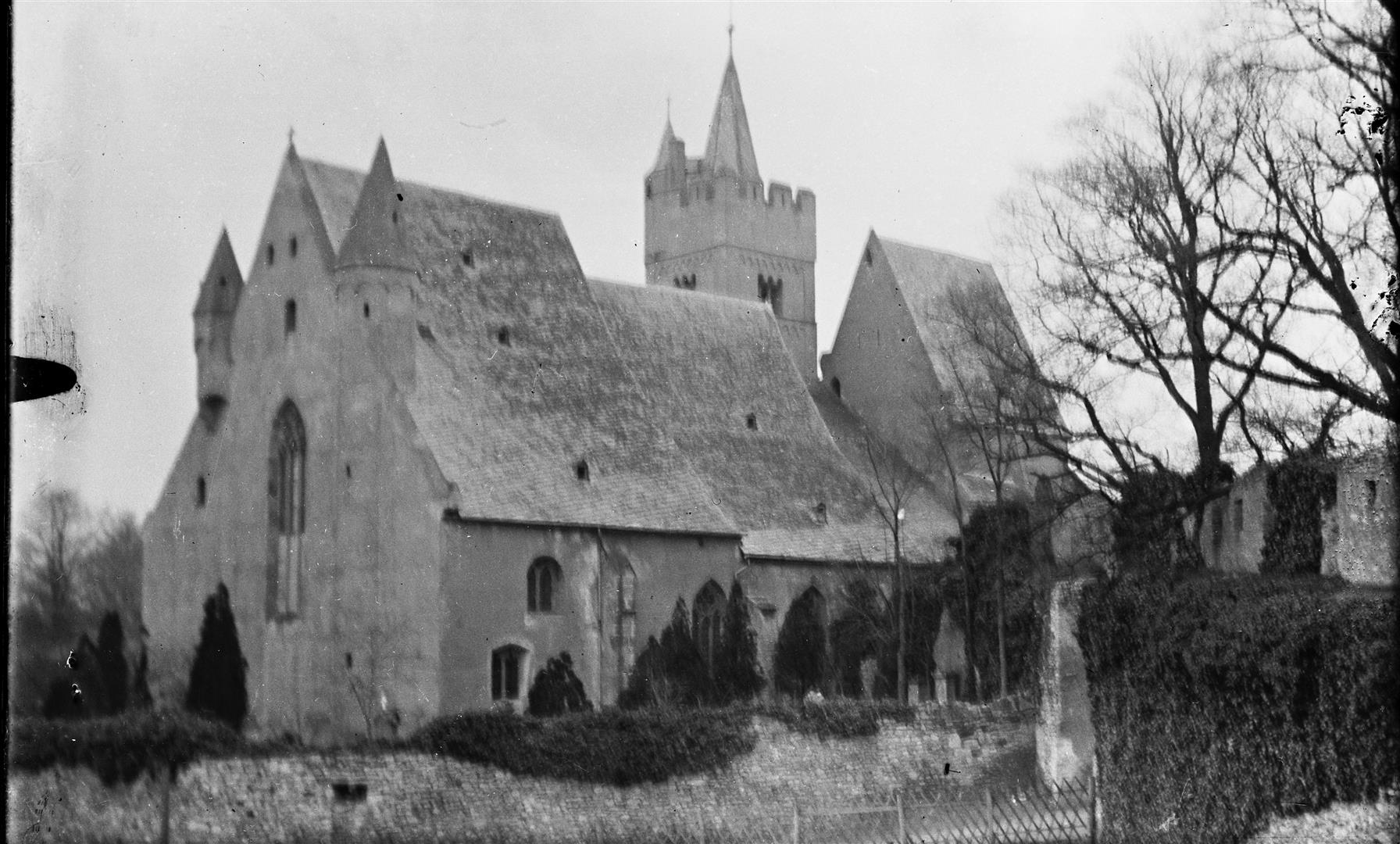
Zustand Mitte des 20. Jahrhunderts, vor der ersten umfangreichen Renovierung der Nachkriegszeit

Der Name Burgkirche wird seit 1939, als Ingelheim Stadt wurde, verwendet, um sie von den anderen evangelischen Kirchen im Stadtgebiet zu unterscheiden. Den Zweiten Weltkrieg überstand die Kirche mit geringen Schäden. Da das Marienfenster sicherheitshalber ausgebaut worden war, entging es der Zerstörung. Die drei anderen Chorfenster gingen bei Bombeneinschlägen in der unmittelbaren Nachbarschaft verloren.
Zu verdanken ist der heutige gute Zustand der Kirche den Renovierungen in den Jahren 1950 bis 1960, bei denen die drei zerstörten Chorfenster ersetzt wurden und das Marienfenster wieder eingesetzt wurde. 1998 bis 2006 wurden die aus dem 15. Jahrhundert stammenden Malereien im Chorgewölbe und die Pflanzornamente im Kirchenschiff restauriert. Daneben erhielt die Kirche innen und außen wieder ihre ursprünglichen Farben aus dem 15. Jahrhundert.

## Architektur

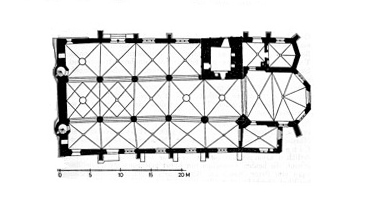
Grundriss der Burgkirche

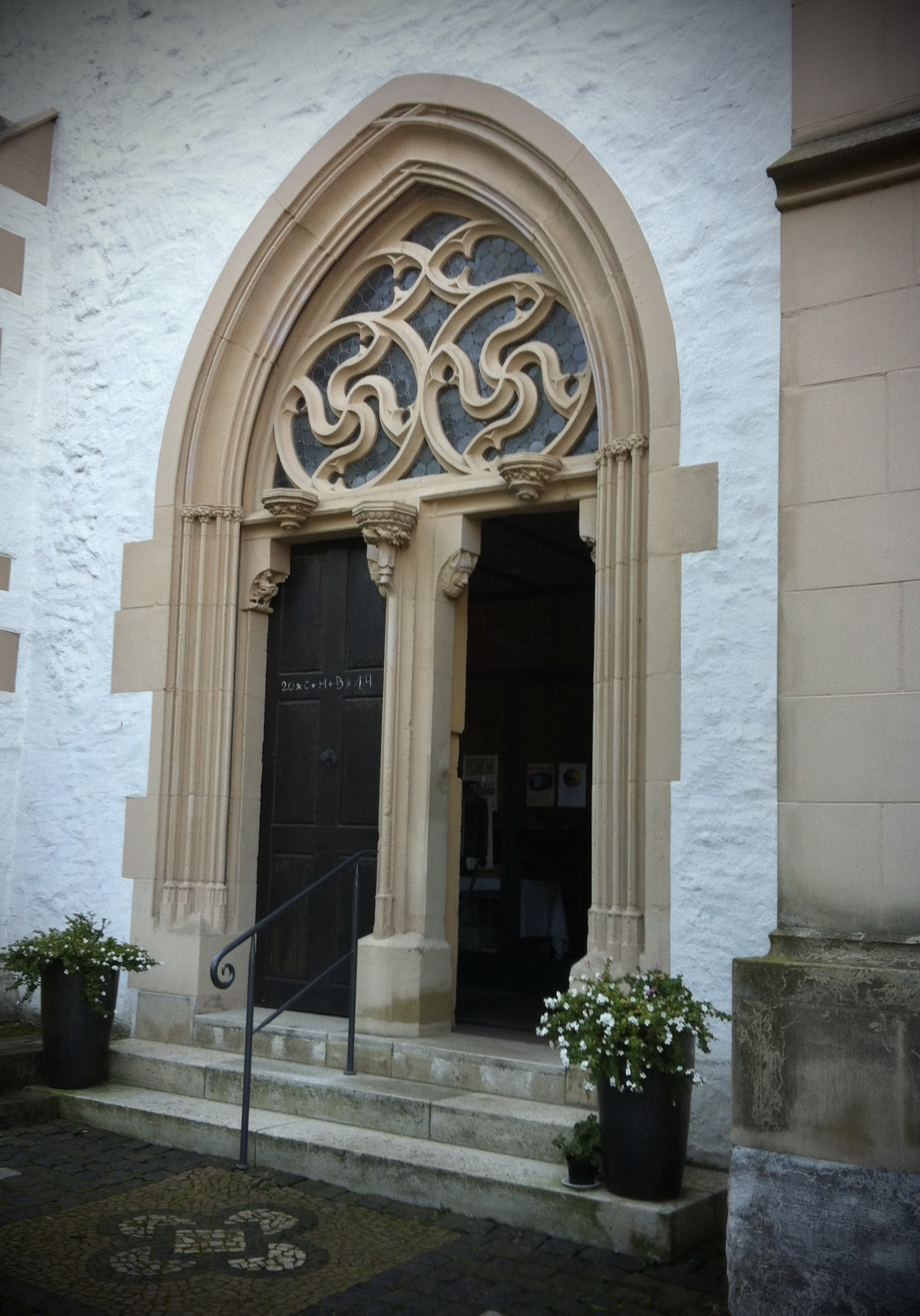
Burgkirche – Eingang

Die dreischiffige Kirche ist ein nicht einheitlicher, spätgotischer Sakralbau in exponierter Lage. Es handelt sich um eine Staffelhalle ohne Querhaus mit 5/8-Chor und einem ins Seitenschiff eingestellten Turm, dessen Länge außen 42,44, innen zirka 40 Meter und die Breite 17,75 Meter beträgt. Dass schon von Weitem die verschiedenen Erweiterungen zu erkennen sind, liegt hauptsächlich an den unterschiedlichen Dachhöhen. Das höchste Dach trägt der Chor, das östliche Langhaus ein wieder kleineres, ein weiteres schmiegt sich an den Turm als Pultdach. Das westliche Langhaus hat wieder ein etwas größeres Dach. Die Kirche ist größtenteils mit weißem Kalkputz versehen, auch Sandsteinelemente sind vertreten. Die Lisenen und der Rundbogenfries sowie Teile des Zinnenkranzes des Turmes sind in gelblichem Ocker gehalten. Die Dächer der Kirche sind mit Schiefer gedeckt.
Der dreistöckige romanische Turm stammt aus dem 12. Jahrhundert. Er war ursprünglich Schiffsflankenturm des romanischen Vorgängerbaus und war neben diesem angebaut. Er besteht aus fünf Geschossen, ist 4 × 6,35 Meter breit und mit einem Rundbogenfries, Ecklisenen und Schallarkaden verziert. Das zweite und das dritte Obergeschoss besitzen romanische Zwillingsfenster, während im Glockengeschoss romanische Drillingsfenster ausgeführt sind. Der Turm wird von einem wehrhaften Zinnenkranz und einem Erkertürmchen gekrönt, die im 15. Jahrhundert aufgesetzt wurden. Die Turmdächer sind im gotischen Stil ausgeführt. Die Höhe bis zum Zinnenkranz beträgt 28, die Höhe des großen Turmhelms 14 Meter. Abgeschlossen wird der Turmhelm durch ein Kreuz mit einem goldenen Wetterhahn.

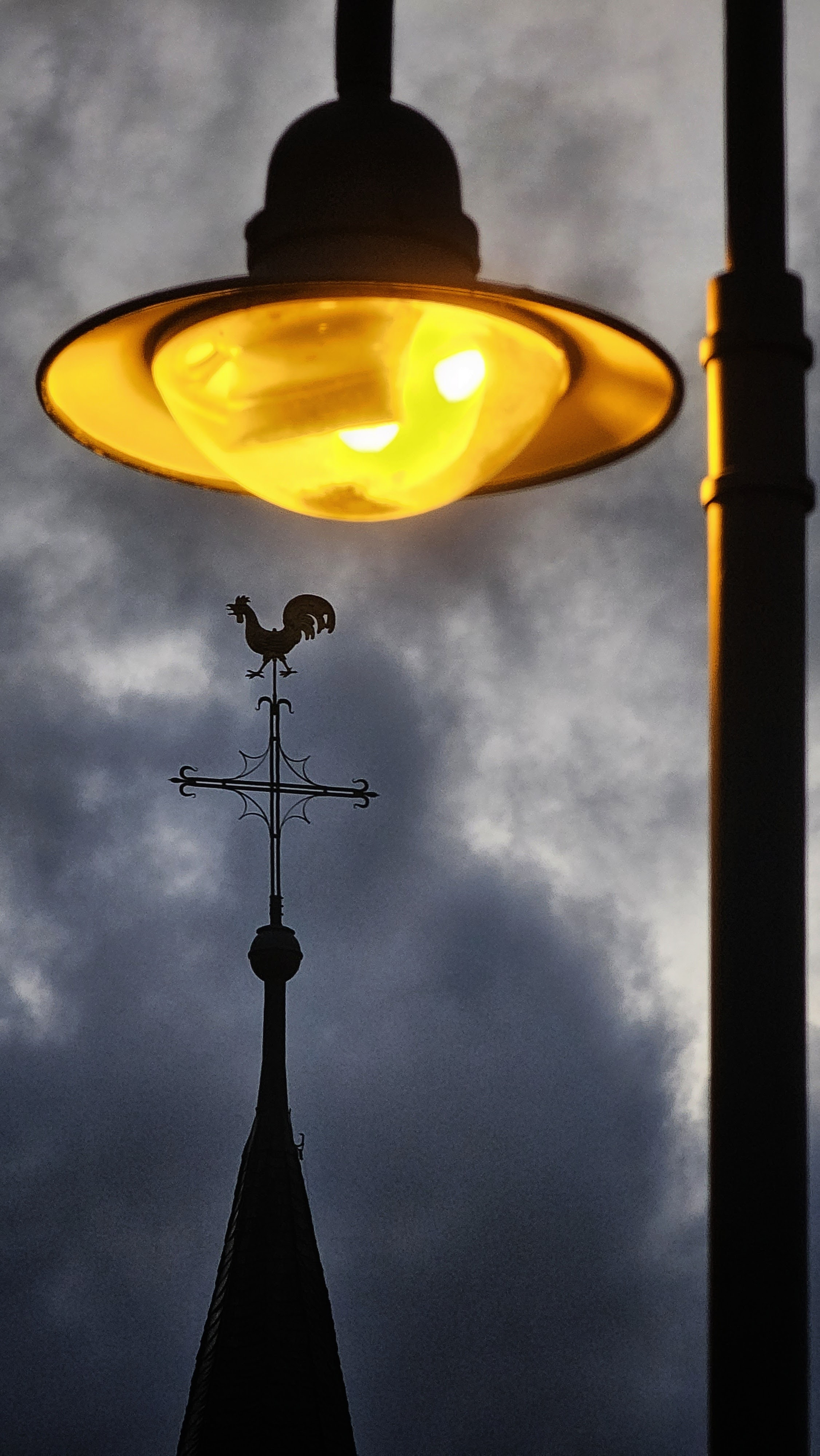
Kirchturm und Kreuz der Burgkirche Ingelheim hinter einer romantischen Straßenlaterne

Im Mittelalter war der Turm nur mit einer Leiter zu besteigen; heute ist eine Treppe vorhanden. Im Inneren ist an einer Turmarkade ein romanischer Türsturz (1950 eingemauert) mit Kerbschnitten erhalten geblieben; darunter befindet sich ein eisenbeschlagenes Türblatt. Das tonnengewölbte Turmerdgeschoss war ursprünglich im Süden, zum Kirchenschiff hin, mit einem Rundbogen geöffnet, bis es im 15. Jahrhundert als Archiv umgebaut wurde. Seitdem ist der Turm von der nördlichen Kapelle aus zu erreichen.

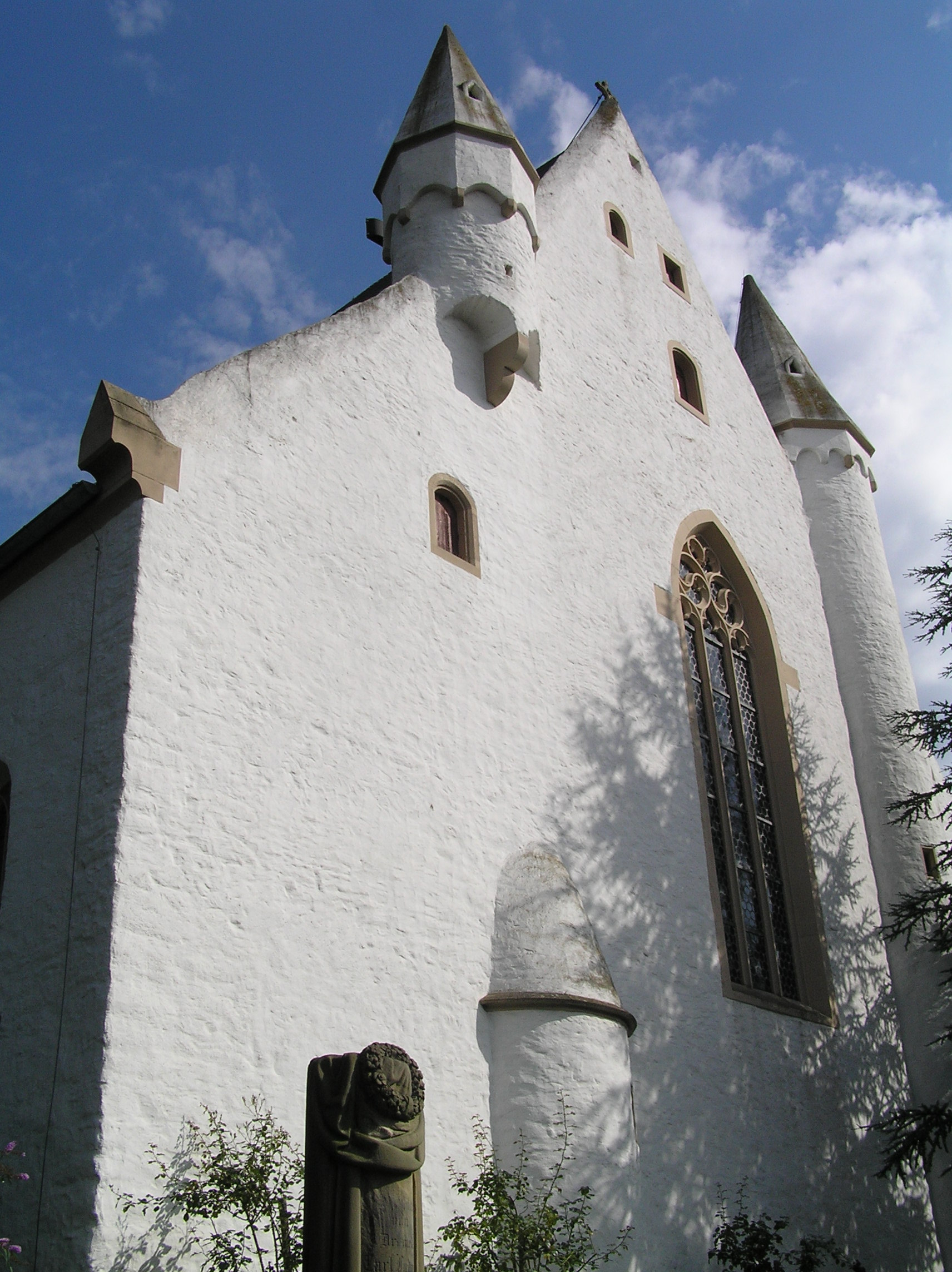
Westfassade mit Spitztürmen

Das östliche Langhaus hatte ursprünglich Obergadenfenster, die beim Bau des Daches durch ein über alle drei Schiffe reichendes Satteldach verdeckt wurden. Das Mittelschiff ist dabei basilikal überhöht. Das 10,55 Meter hohe westliche Langhaus und seine Westfassade mit steilem Schildgiebel, zwei charakteristischen Spitztürmen, von denen der südliche eine vorspringende Wendeltreppe besitzt, und großem Maßwerkfenster mit Fischblasenmotiven wurde 1462 fertiggestellt. Ein Giebelkreuz schließt die Westfassade ab. Am nördlichen Seitenschiff befindet sich ein spätgotisches Hauptportal mit Fischblasenornamenten, das Südportal ist eher schlicht ausgeführt, ein Westportal fehlt. An der Nordwand ist kurz vor dem Übergang zum Turm eine gotische Totenleuchte angebracht. Die Maßwerkfenster an den Seitenschiffen sind ebenfalls mit Fischblasenornamenten ausgestattet.
Der acht Meter breite und zwölf Meter hohe Chor, der den kleineren romanischen Vorgängerbau ersetzte, war der erste Bauabschnitt, der fertiggestellt wurde. Die Dachbalken aus Nadelhölzern des Vorgängerbaus sind noch unter dem oberen Dach des neuen Chores vorhanden, deren Enden im noch vorhandenen romanischen Mauerwerk eingelassen sind, da der neue Bau aus Kostengründen einfach über dem alten errichtet wurde. Hinter dem Altar befinden sich drei Maßwerkfenster, ein weiteres ist in die südliche Chorwand eingelassen. Gut erkennbar sind die ursprünglichen romanischen Arkaden, die zu den Seitenkapellen geöffnet waren. An der Nordseite des Chors ist eine Kapelle mit zwei Jochen und Kreuzrippengewölbe (ursprünglich die Nikolauskapelle) angebaut, deren Grundmauern schon vor dem Ausbau vorhanden waren; südlich wurde im 19. Jahrhundert an Stelle einer gotischen Seitenkapelle die Sakristei angebaut.

### Zusammenfassung der Maße
| Gesamtlänge außen        | 42,44 m                    |
| Gesamtbreite außen       | 17,75 m                    |
| Chorbreite               | 8 m                        |
| Chorhöhe                 | 12 m                       |
| Langhaushöhe             | Osten 10,60 m, Westen 12 m |
| Westfassadenhöhe         | 10,55 m                    |
| Turmhöhe                 | 42 m                       |
| Turmbreite (Erdgeschoss) | 4×6,35 m                   |
| Nordseitenschiffhöhe     | 7,50 m                     |
| Nordseitenschiffbreite   | 5,71 m                     |
| Südseitenschiffhöhe      | 6,45 m                     |
| Südseitenschiffbreite    | 4,45 m                     |

## Ausstattung
Von der Ausstattung ging vieles in Kriegen und durch Vandalismus verloren. Dank aufwändiger Restaurierungen ist aber auch vieles erhalten geblieben. Besonders hervorzuheben sind die Epitaphe des Ober-Ingelheimer Adels und das wertvolle Marienfenster.

### Ausstattung
Das Innere der Kirche wurde erst im Jahre 1521 vollendet. Nicht mehr vorhanden sind die sechs Altäre (Liebfrauen-, Johannes-, Nikolaus-, Katharinen-, Peter und Paul- und Heiligkreuzaltar), die bereits im Dreißigjährigen Krieg verloren gingen. Der heutige Altar, auf dem das letzte Abendmahl dargestellt ist, und der Taufstein stammen aus dem Jahr 1960. Das Gestühl, ein Großteil der Figuren sowie die gotische Kanzel aus vorreformatorischer Zeit sind nicht mehr vorhanden.
Im Chor mit seinen großen Maßwerkfenstern befindet sich das Marienfenster mit dem Motiv der Anbetung der Könige. Es ist das einzige vorhandene Original aus dem Mittelalter. Die anderen Chorfenster wurden 1960 von Heinz Hindorf durch moderne ersetzt, die Szenen aus dem Alten und Neuen Testament zeigen. An der nördlichen Chorwand befindet sich ein gotisches Sakramentshäuschen aus dem Jahre 1488, an der südlichen ein Levitenstuhl; beide sind kielbogig abgeschlossen. Neben dem Sakramentshäuschen ist eine Osterleuchte erhalten. Ein heute zugemauertes Olearium neben dem südlichen Levitenstuhl diente vor der Reformation zur Aufbewahrung der heiligen Öle für die Firmung, die Priesterweihe und die Krankensalbung.
Bei der Innenrestaurierung 2006 wurden die Pflanzenornamente an den Gewölben im Mittelschiff und die Rosettbemalungen des Chores aus dem 15. Jahrhundert wiederhergestellt. Dabei erhielt die Kirche einen einheitlichen roten Sandsteinfußboden. Dominiert wird der Innenraum von spätgotischen Rippen und Achtecksäulen in gelblichem Ocker, im Chorbereich sind die Gewölberippen in Oxidrot gehalten. Auch im Inneren sind die Bauabschnitte an den unterschiedlichen Deckenhöhen erkennbar. Die Bögen der beiden westlichen Säulen sind auf jeweils drei Narrenköpfe abgestützt. Das Mittelschiff und der Chor besitzen ein Kreuzgewölbe, der westliche Bereich hat ein Netzgewölbe. Abgeschlossen werden die Gewölbe durch prachtvolle Schlusssteine.
Im Mittelschiff ist auf den Schlusssteinen das Kreuz der Adeligen von Ingelheim, im nördlichen Schiff sind die heilige Katharina mit Rad, der Reichsadler von Ingelheim und die heilige Veronika mit Schweißtuch dargestellt. Im südlichen Schiff sind Kreuz und segnende Hand, Christuskopf mit Kreuznimbus, eine Rose sowie eine Mondsichel mit Gesicht auf die Schlusssteine gemalt. Die steinerne Westempore, auf der die Orgel errichtet wurde, stammt aus dem 16. Jahrhundert und besitzt eine auffallend mit Fischblasenornamenten ausgestattete Maßwerkbrüstung. Über der Westempore sind der Winkelhaken des Ritters Wilhelm von Ockenheim und ein einfaches Kreuz im Schild zu sehen. An der Innenseite des Turms befindet sich ein als Spolie vermauerter Türsturz mit der Abbildung eines Sonnenrades mit sechs Speichen, der von einem der Vorgängergebäude stammt.
Der Bildhauer Gustav Nonnenmacher stattete 1960 die östliche Wand der nördlichen Kapelle mit einem Relief des Jüngsten Gerichts aus mit der Inschrift: „ES KOMMT DIE STUNDE IN WELCHER ALLE DIE IN DEN GRÄBERN SIND WERDEN SEINE STIMME HÖREN UND WERDEN HERVORGEHEN DIE DA GUTES GETAN HABEN ZUR AUFERSTEHUNG DES LEBENS DIE ABER ÜBLES GETAN HABEN ZUR AUFERSTEHUNG DES GERICHTS.“

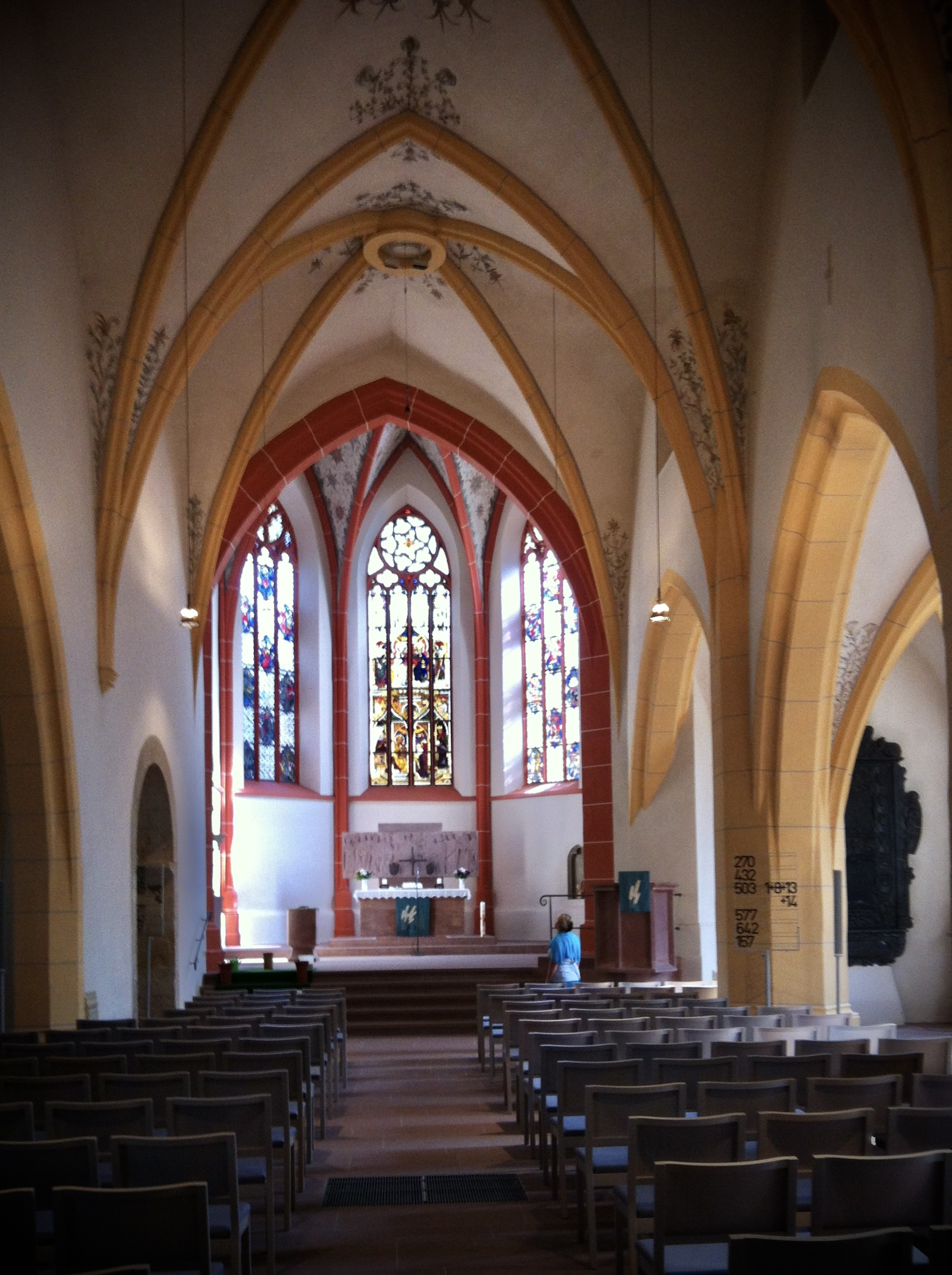
Innenraum mit Blick auf den Chor
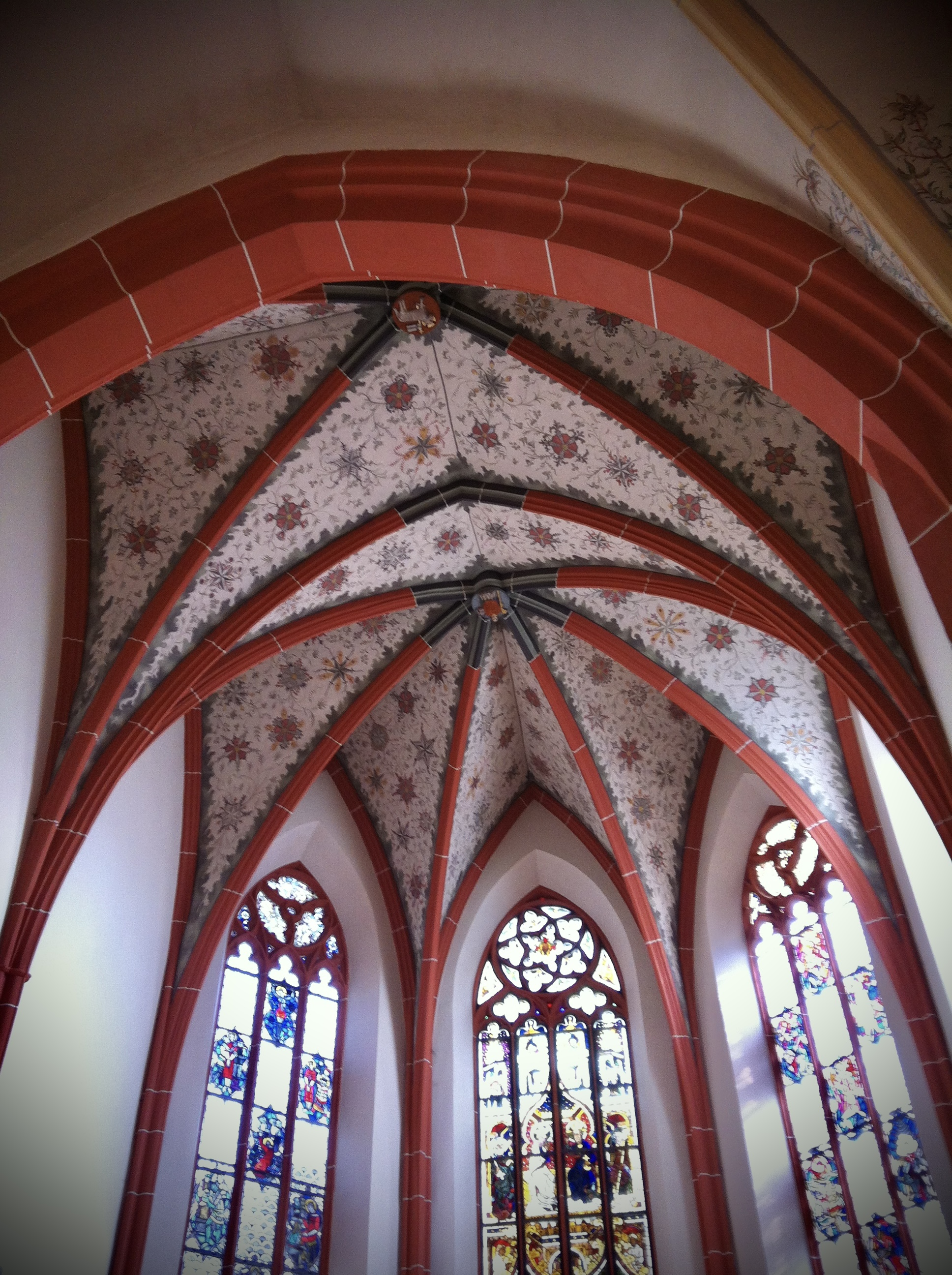
Gewölbemalereien im Chor
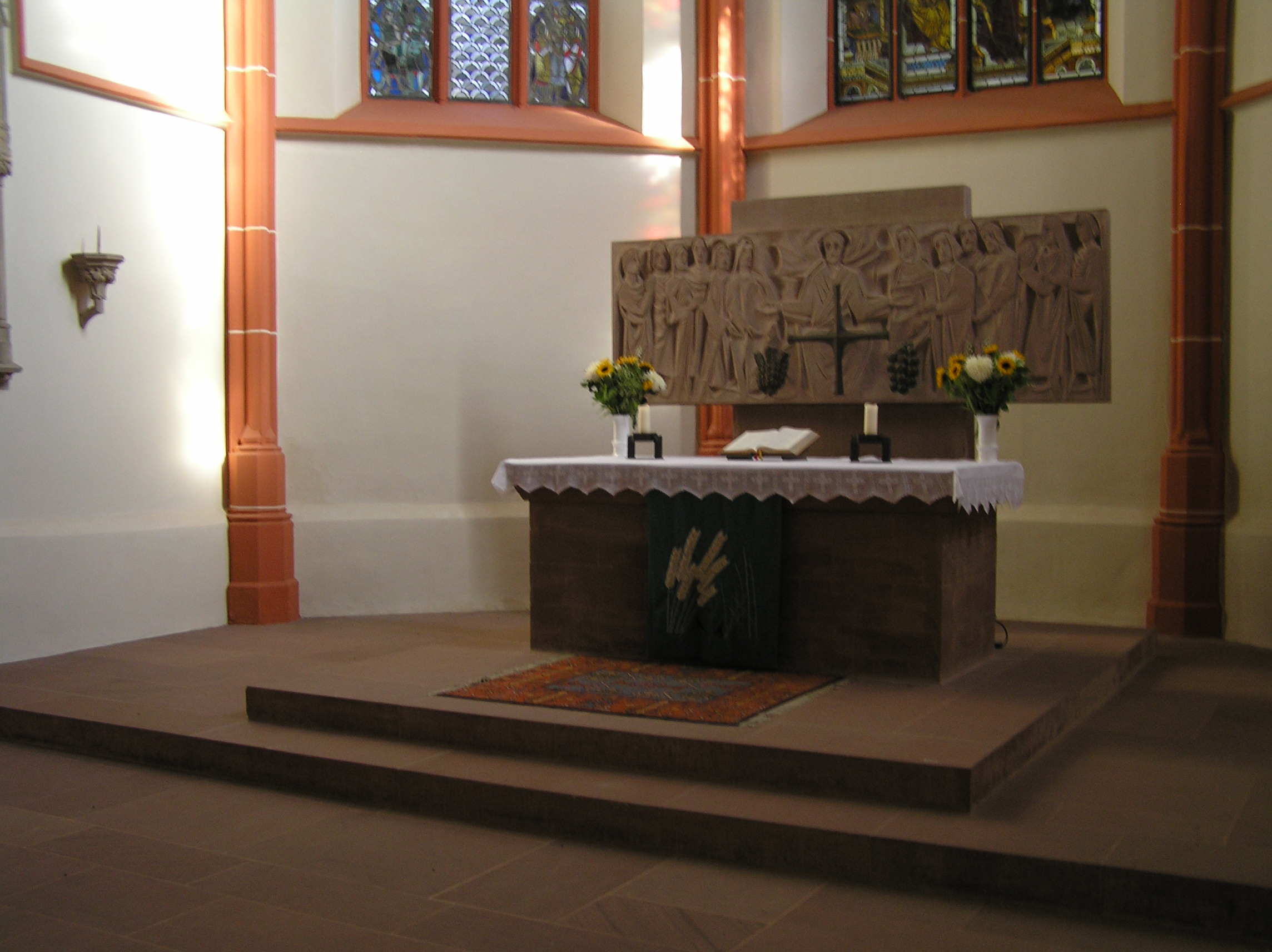
Altar der Burgkirche

### Marienfenster
Das Marienfenster stammt aus dem Jahre 1406 und ist das einzige erhaltene mittelalterliche Chorfenster der Kirche. Im Zweiten Weltkrieg wurde es in Stroh verpackt und im benachbarten Gemeindehaus gelagert, um es vor der Zerstörung zu bewahren. Im Sommer 2002 wurde es durch die Firma Peter aus Paderborn restauriert. Dabei wurden die Schutzschilde zusätzlich mit Sicherheitsglas versehen.
Das Fenster geht vom Irdischen ins Himmlische über; Ausgangspunkt ist der unterste Abschnitt mit der Darstellung Mariens und des Jesuskindes in der Mitte. Die drei Vertreter der Könige dieser Welt überbringen symbolhaft die irdischen Besitztümer. Der älteste von ihnen kniet vor Maria und dem Christuskind und hält einen mit Gold gefüllten Kelch in seiner Hand. Der dunkelhäutige Fürst mit erhobener Hand trägt in der linken ein Salbengefäß mit Myrrhe. Der dritte, ein Priesterkönig, der von rechts den Raum betritt, trägt ein prachtvolles Gefäß mit asiatischem Weihrauch. Links betrachtet Joseph grübelnd hinter einem reinweißen Schleier die Szene.
Über dieser Szenerie, gekrönt von einem Himmelstor ähnlich einem römischen Triumphbogen, blickt man auf das himmlische Jerusalem, begleitet von zwei Engelsfiguren rechts und links in einen himmlischen Thronsaal mit einer Marienkrönung. Zu sehen sind rechts Christus, der als ewiger Weltherrscher einen Reichsapfel in der linken Hand hält. Mit der rechten segnet er Maria, die rechts neben ihm auf dem Thron sitzt. Sie trägt ein weißes Gewand und erhebt betend die Hände. Flankiert werden die beiden links von Petrus mit Schlüssel und rechts von St. Wigbert mit Bischofsstab. Abgeschlossen wird die Szene von Türmen und Fenstern als Sinnbild des himmlischen Jerusalems wie in gotischen Kathedralen, flankiert von zwei alttestamentlichen Propheten mit Spruchbändern. Dekan Seyerle interpretiert sie jedoch als weltliche Stifter. Da er solche Darstellungen in einer protestantischen Kirche nicht duldete, wurden die ursprünglichen Schriften bei der Restauration 1956 durch Schriften aus dem Neuen Testament ersetzt. Auf dem linken Band ist zu lesen: Justus ex fide vivit („der Gerechte lebt aus dem Glauben“, (Röm 1,17 )). Dabei hat sich beim linken Propheten am rechten Ende des Bandes noch ein heute unleserliches Wort des ursprünglichen Textes erhalten. Auf dem rechten Band: Fides per caritatem operatur („Glaube wirkt durch Nächstenliebe“, (Gal 5,6 )). Abgeschlossen wird das Fenster von einer Rosette mit fünf Blütenblättern, in der Mitte ein Christuskopf, flankiert von Dämonen.

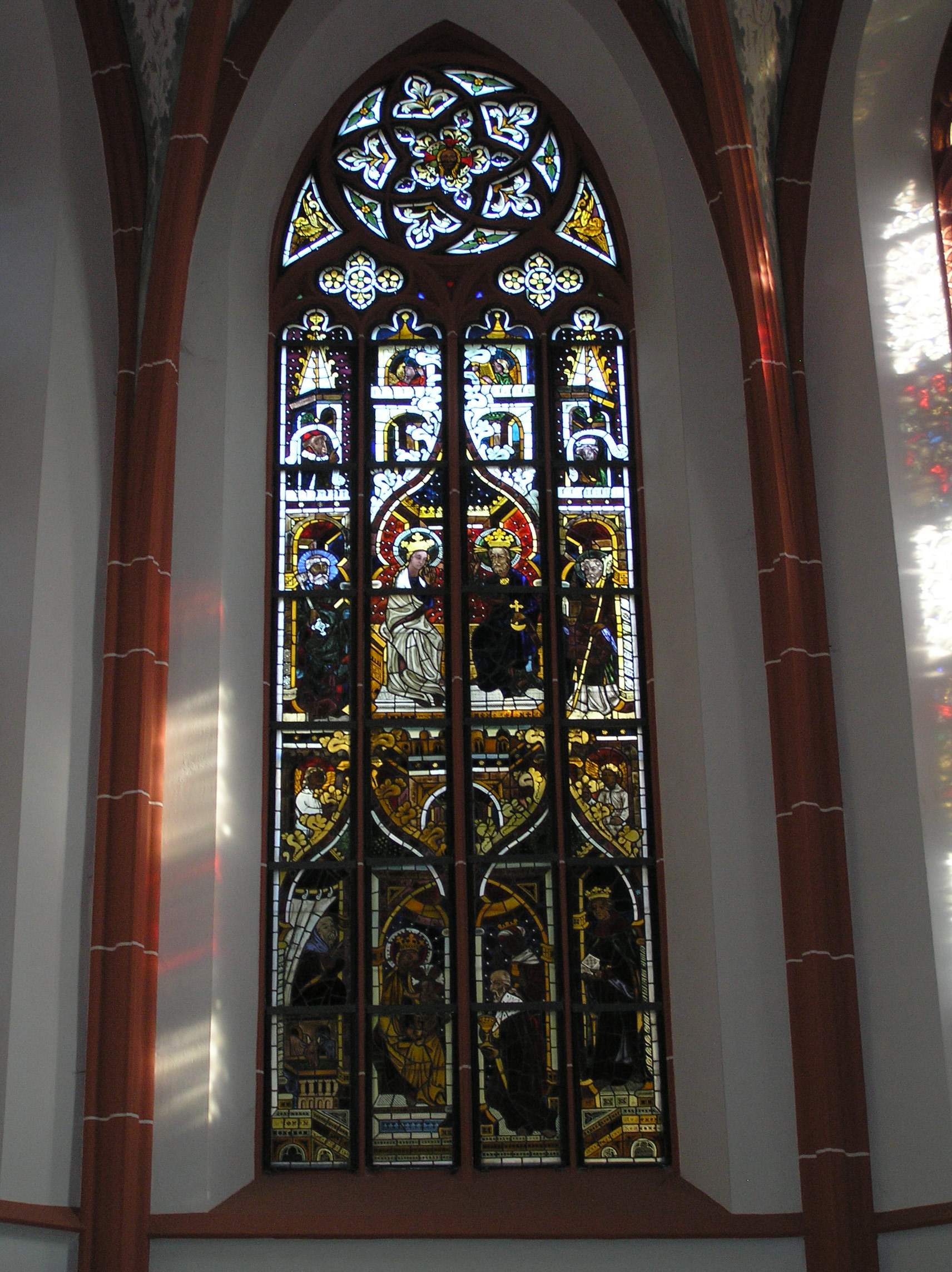
Gesamtansicht des Marienfensters
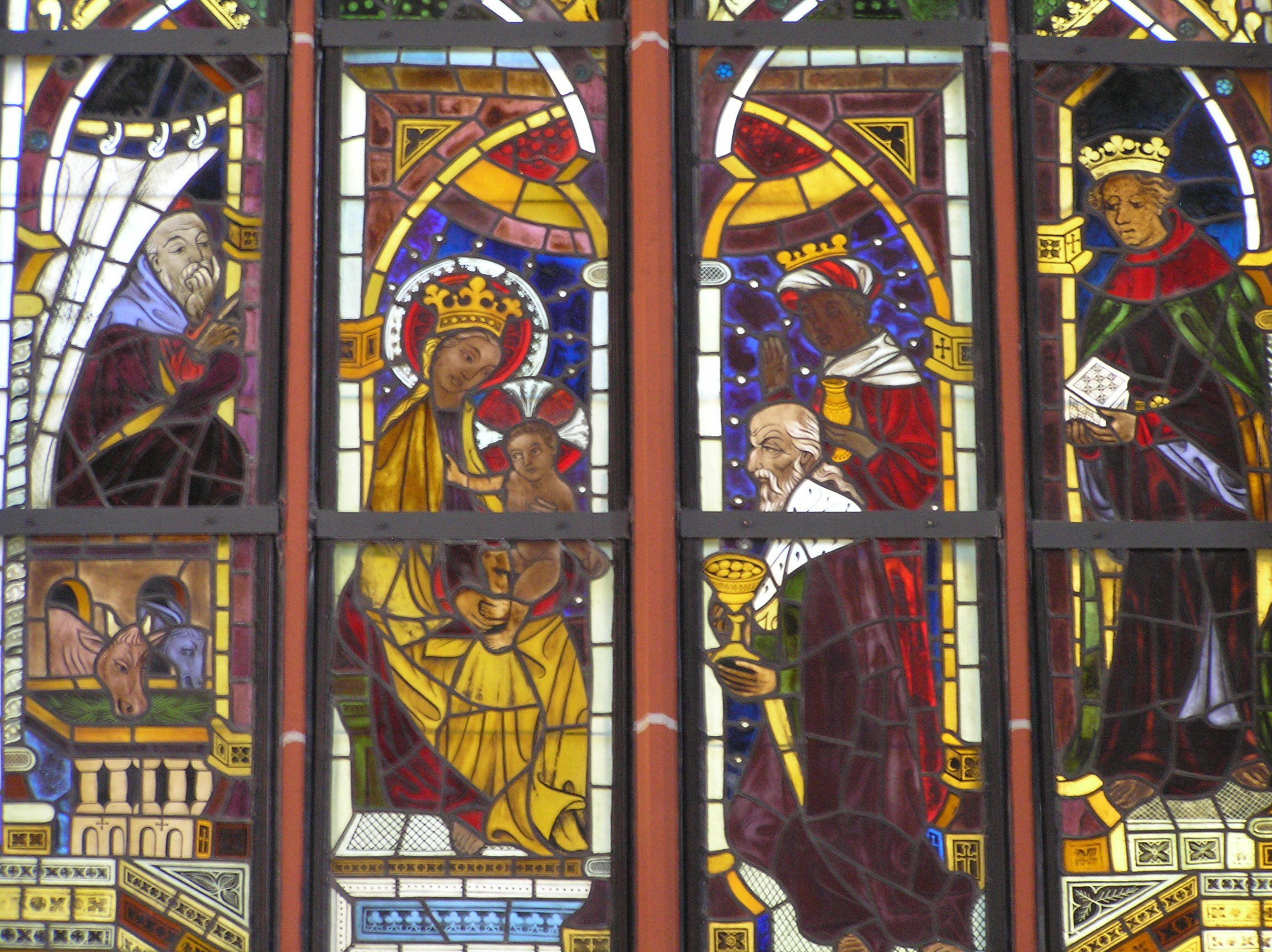
Untere Fensterdarstellung
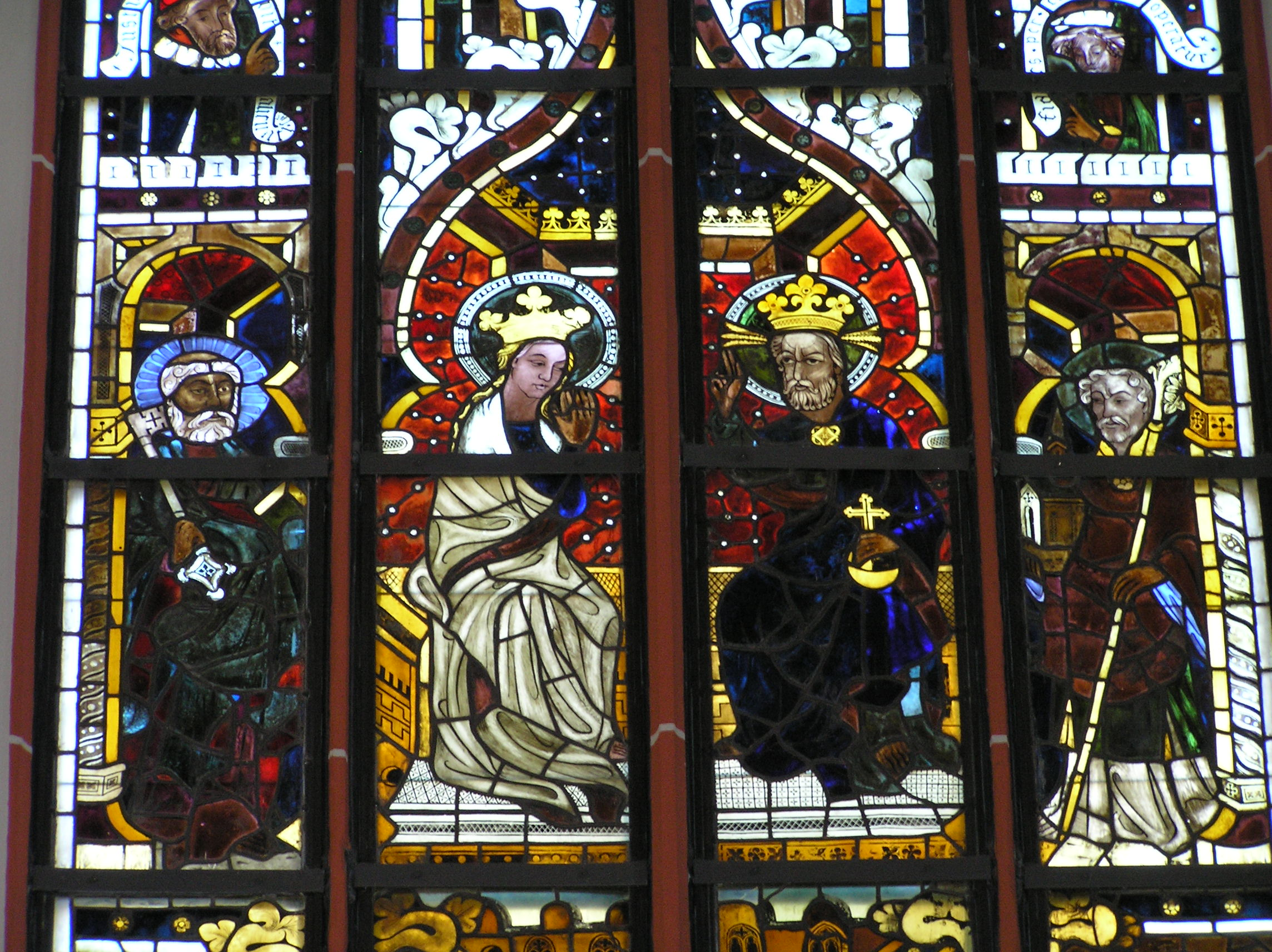
Mittlere Fensterdarstellung

### Epitaphien im Inneren

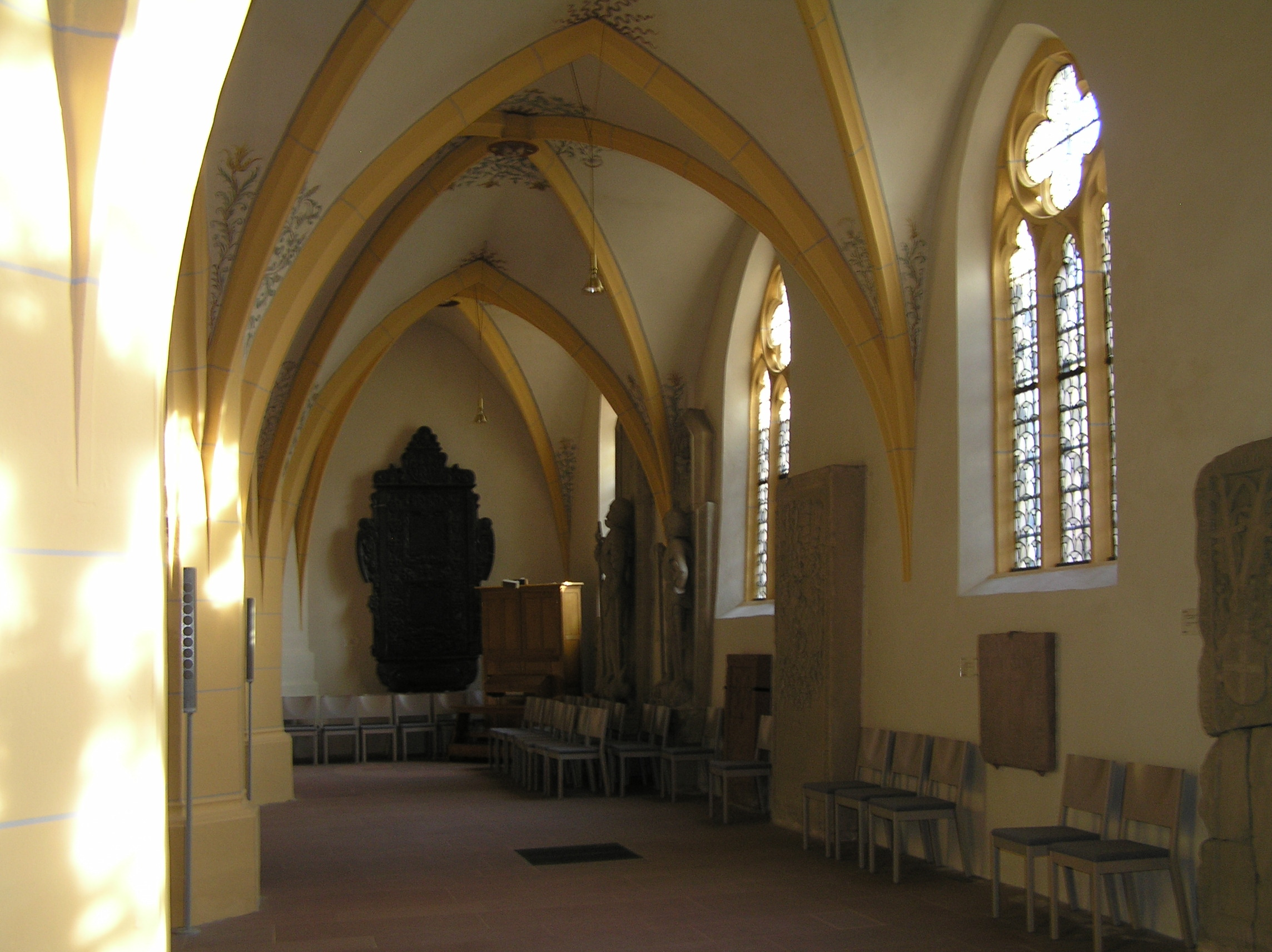
Blick ins südliche Seitenschiff mit einigen Epitaphien

Mit dem gewachsenen Wohlstand des Ober-Ingelheimer Adels im Spätmittelalter stieg auch das Repräsentationsbedürfnis, was sich in den Grabmälern ausdrückte und sich auch auf den Ausbau der Kirche auswirkte. Die Epitaphe stehen bzw. hängen heute alle nach verschiedenen Umgruppierungen in den Seitenschiffen.
Die wichtigsten sind die Epitaphe von Philipp von Ingelheim, einem in der Schlacht von Bulgnéville 1431 gefallenen Ritter, Hans von Ingelheim († 1480), einem Ingelheimer Schöffen und Burgherrn zu Klopp bei Bingen, Wilhelm von Ockenheim († 1465), einem Ingelheimer Mitschöffen und Schultheiß. Alle drei tragen Plattenpanzer, Hans und Wilhelm sind mit Streitäxten und unbegürteten Schwertern ausgerüstet. Philipp trägt nur ein Schwert. Alle stehen auf Löwen oder Hunden.
Außerdem gibt es Epitaphien von Maria (Meygen) Werberg von Lindenfels († 1442), der Tochter eines der engsten Vertrauten von Pfalzgraf Ludwig III., Johann (Henne) Werberg, und der Familie Villanova de Lopes (Friedrich von Villanova, Martin Ferdinand, Amelia Elisabetha); sie fielen 1666 in Ober-Ingelheim der Pest zum Opfer. Das älteste erhaltene Epitaph ist das eines Familienmitglieds der Geispitzheimer († 1317). Aus dem 17. Jahrhundert stammt das barocke Epitaph von Koppenstein.

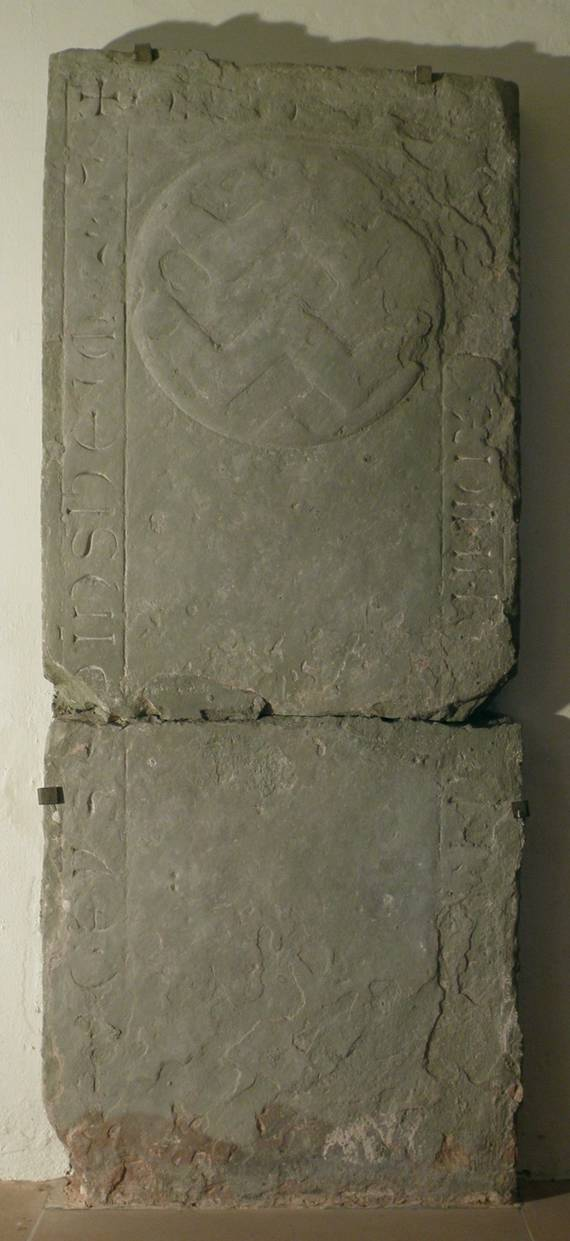
Epitaph eines Unbekannten von Geispitzheim (Anfang 14. Jh.?)
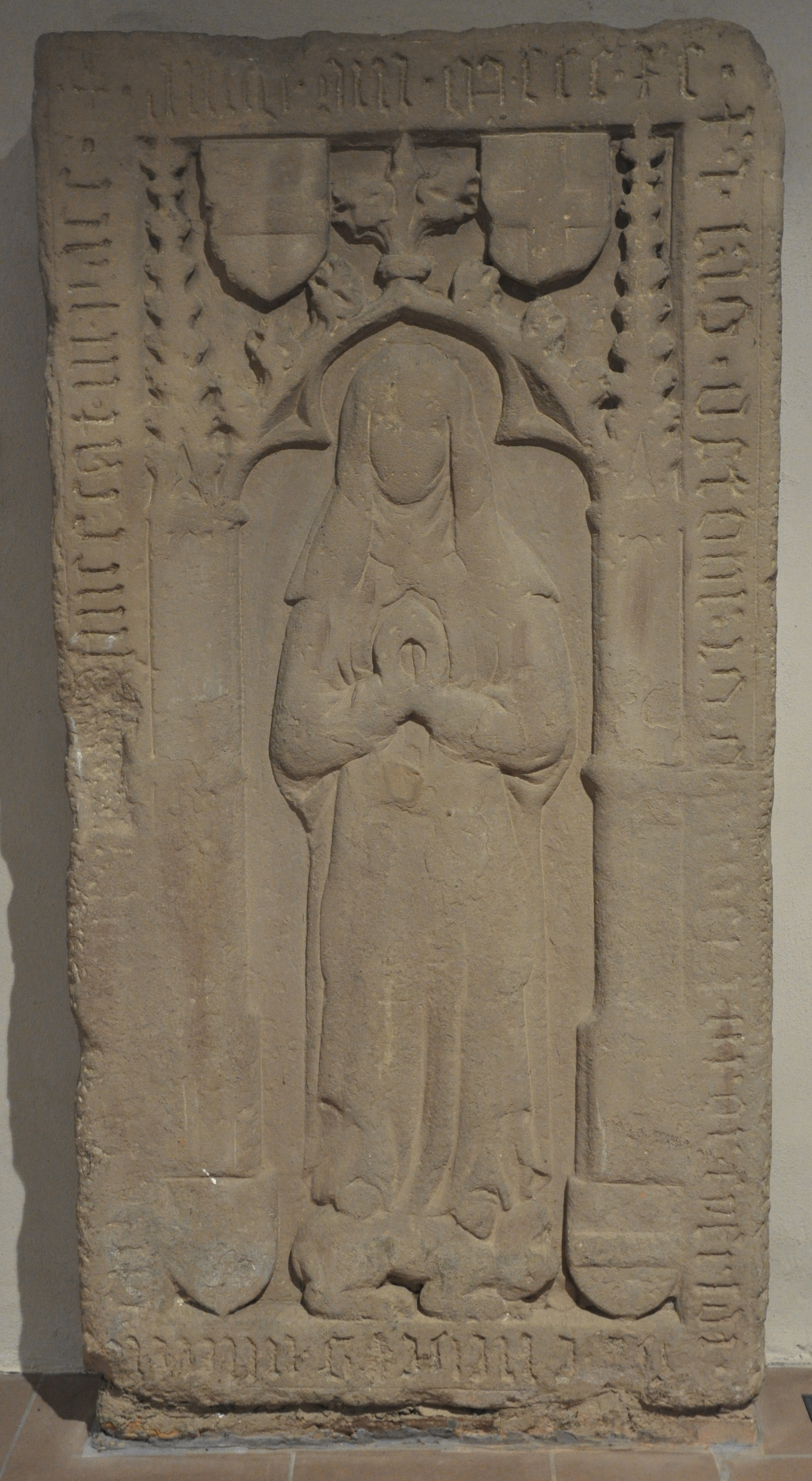
Epitaph der Rebecca (Bega) von Ingelheim († 1390)
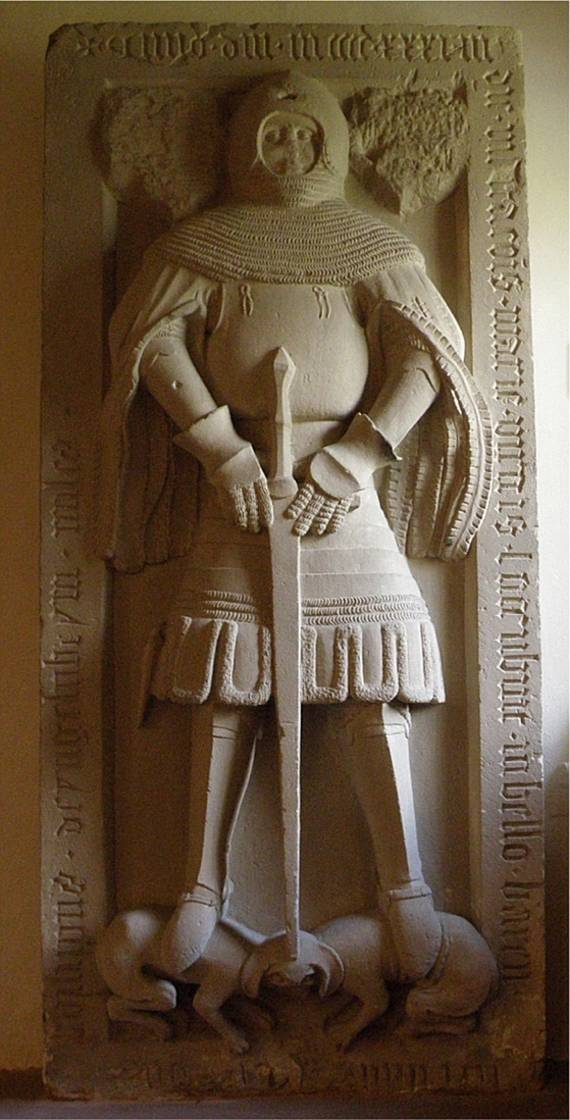
Epitaph des Philipp von Ingelheim († 1431)
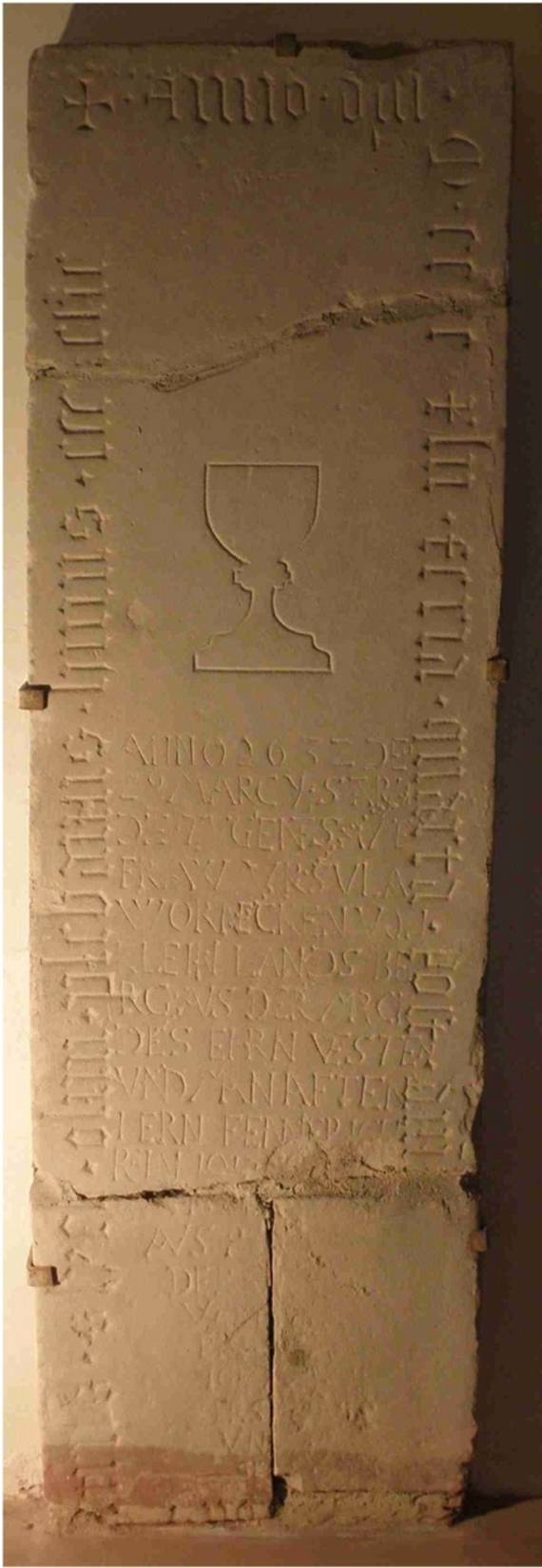
Epitaph des Priesters Peter Schlich († 1442)
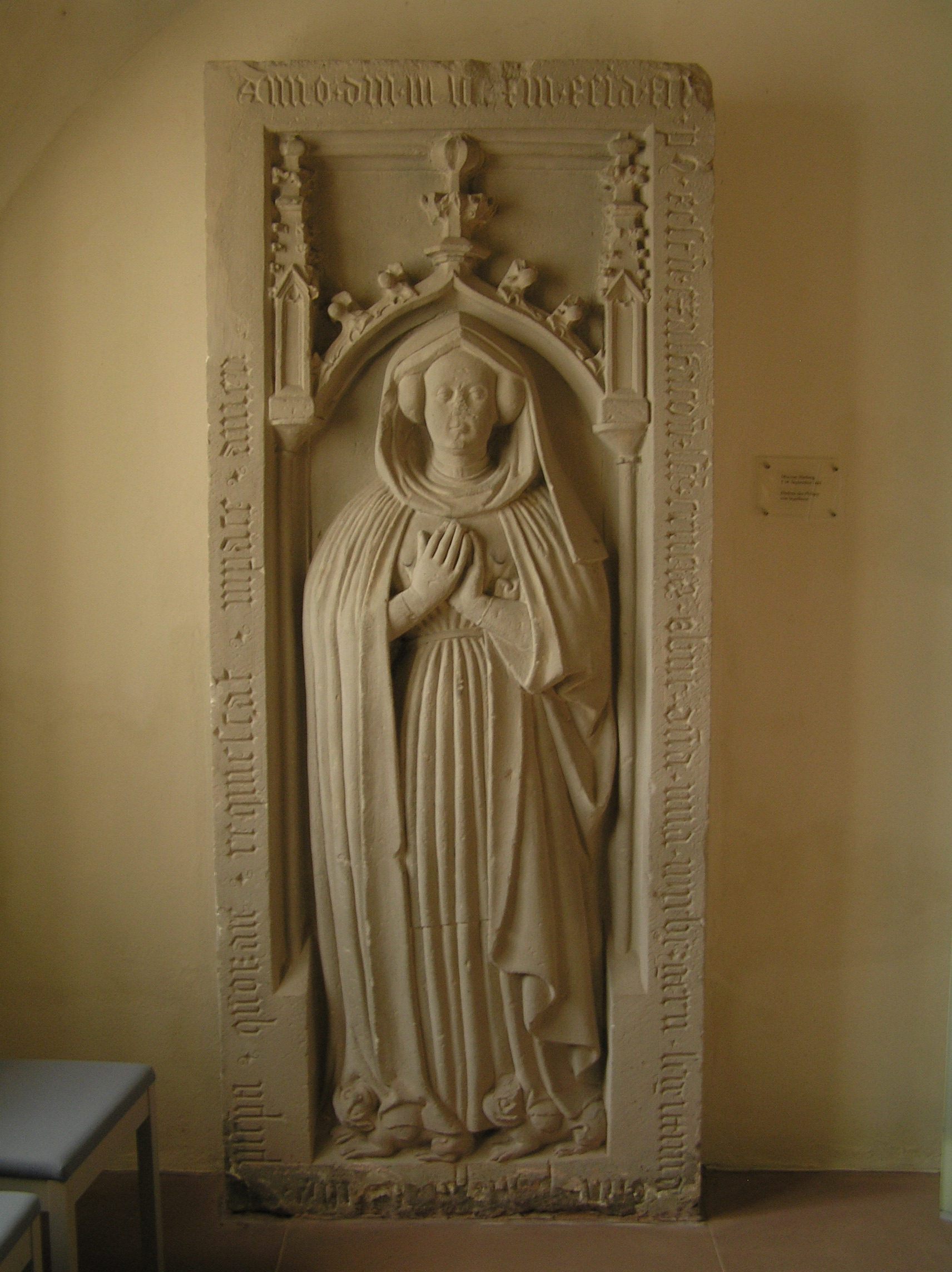
Epitaph der Maria Werberg von Lindenfels († 1442), Frau des Philipp von Ingelheim
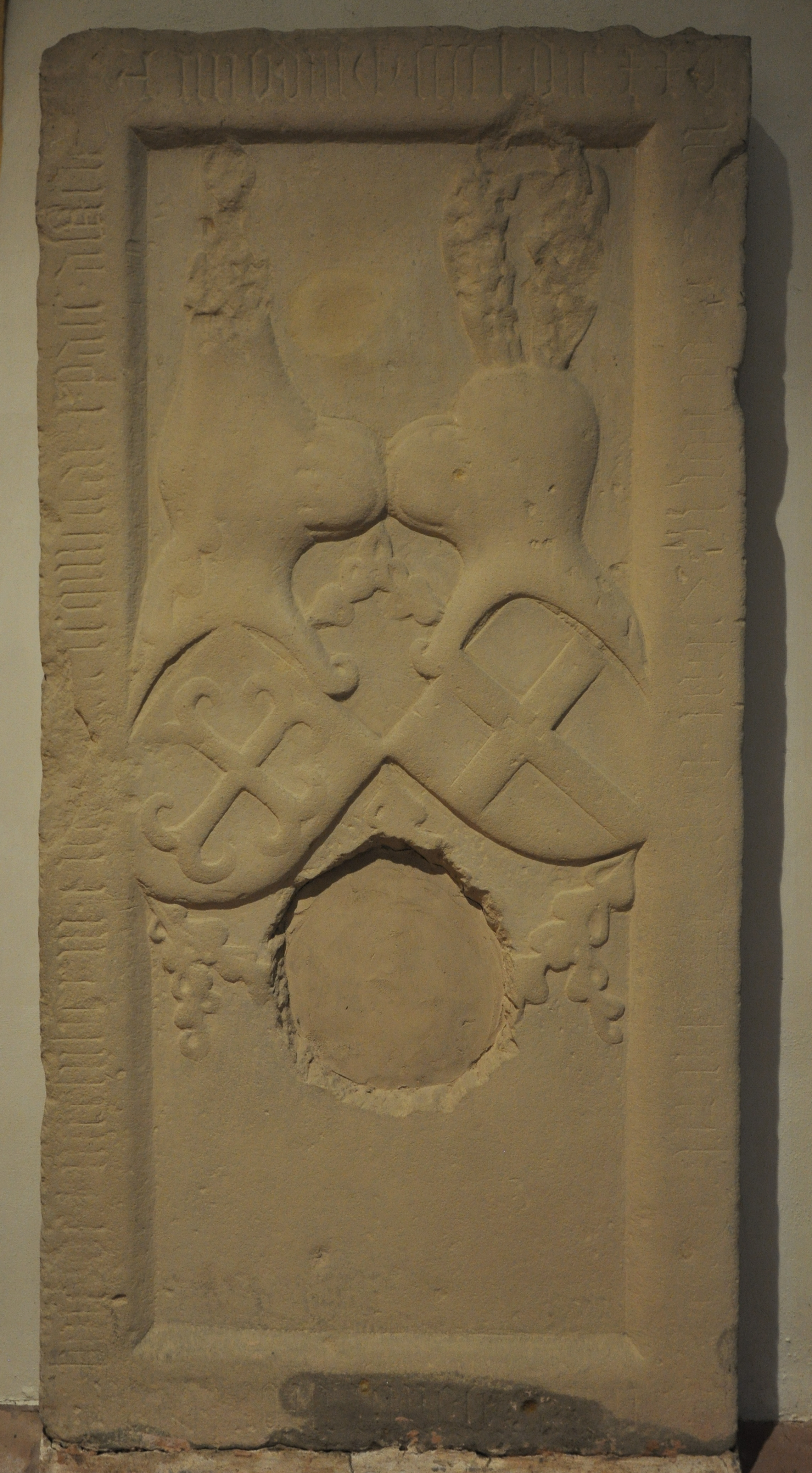
Epitaph der Ingetrud Hoffwarth von Kirchheim († 1450), Frau des Karl Buser von Ingelheim
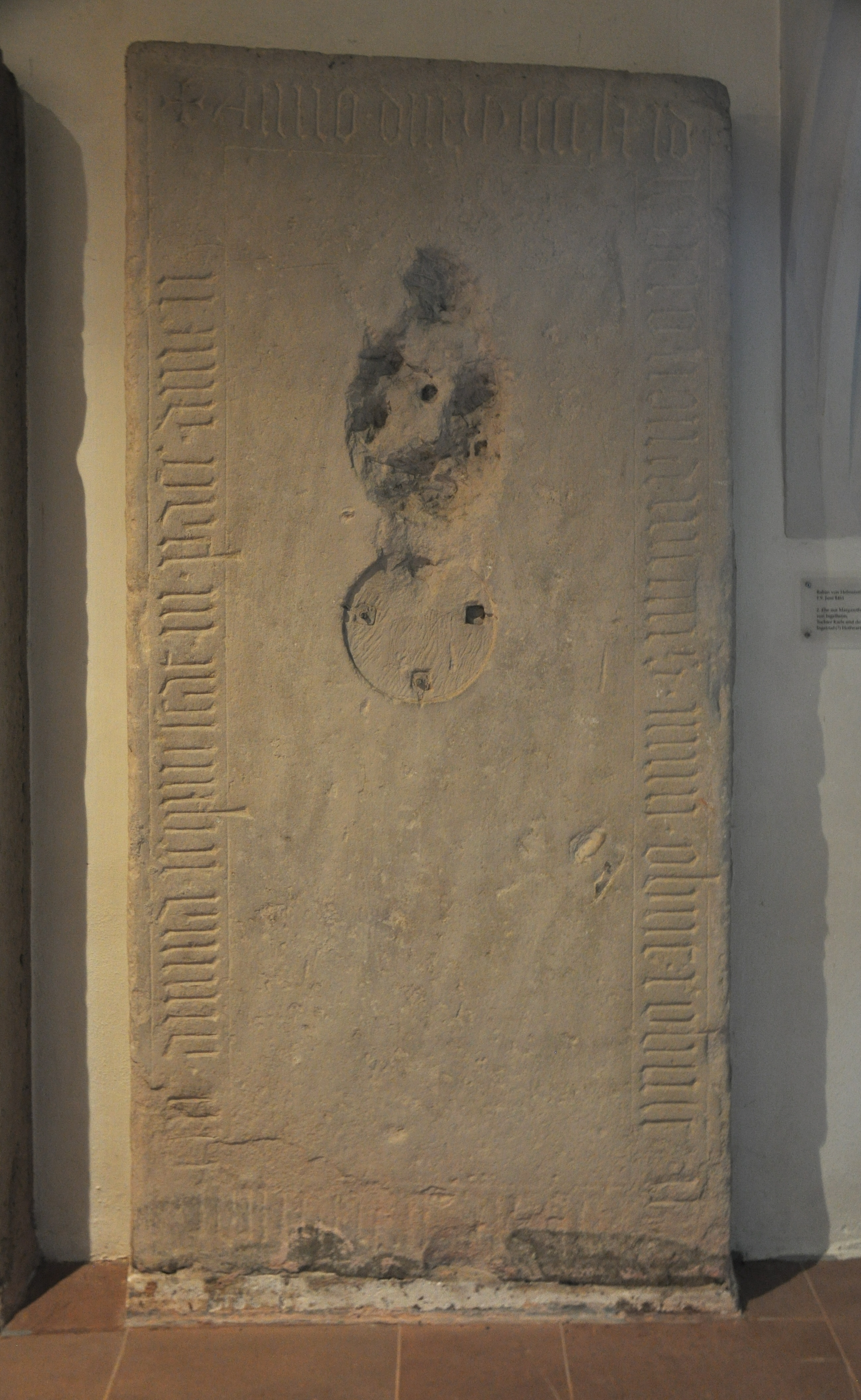
Epitaph des Raban von Helmstatt († 1461)
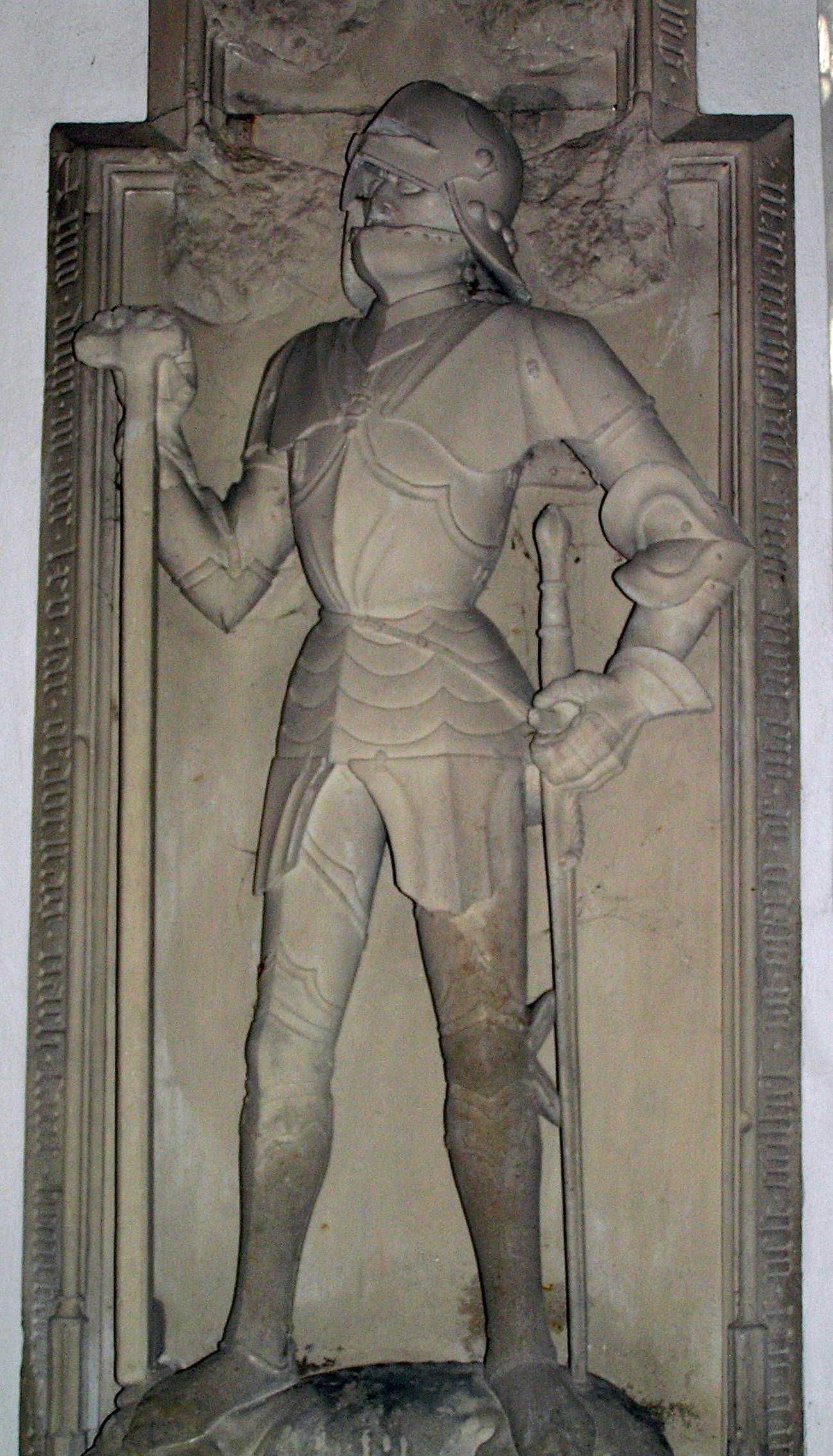
Epitaph des Wilhelm von Ockenheim († 1465)
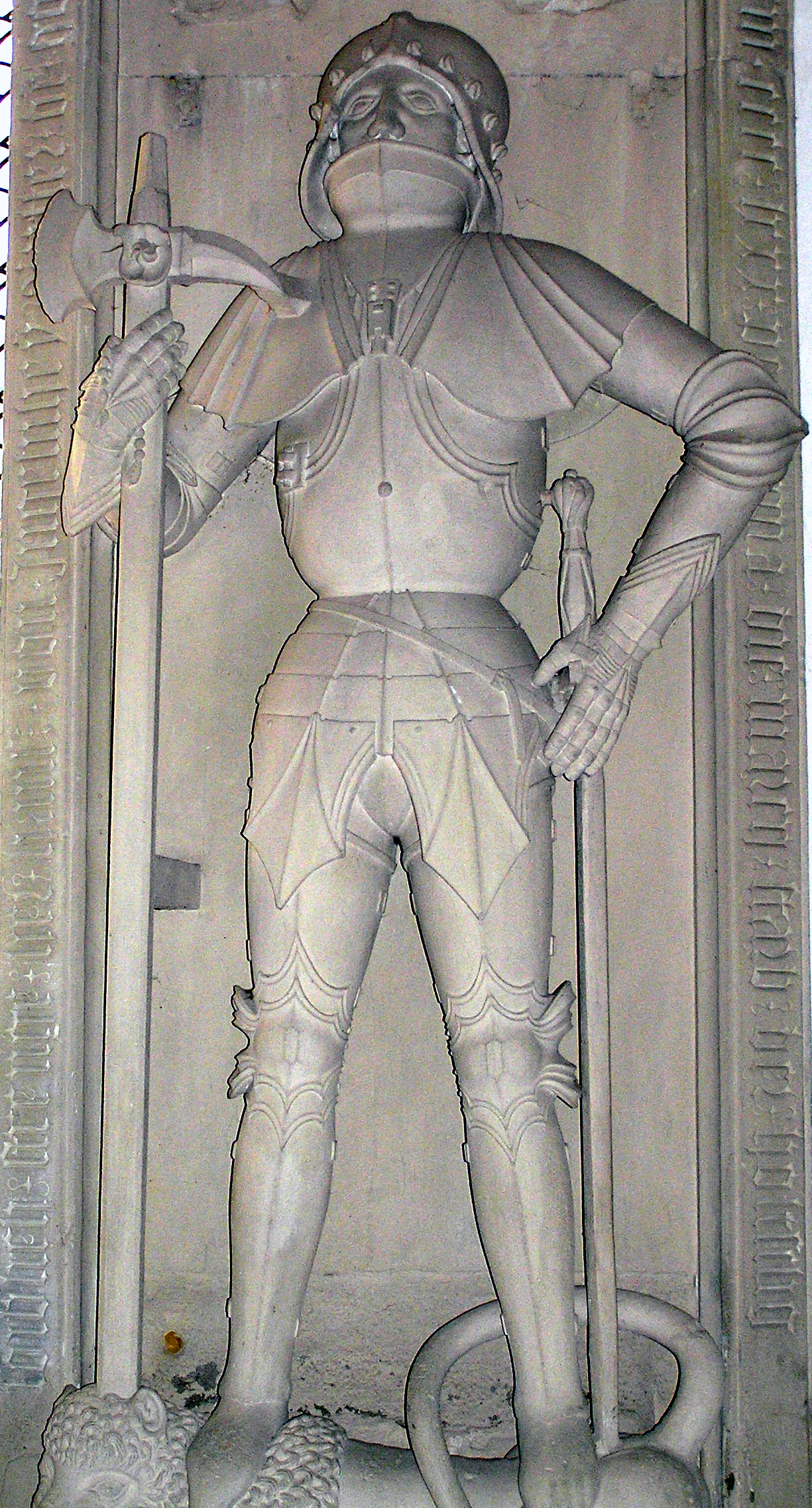
Epitaph des Johann (Hans) von Ingelheim († 1480)
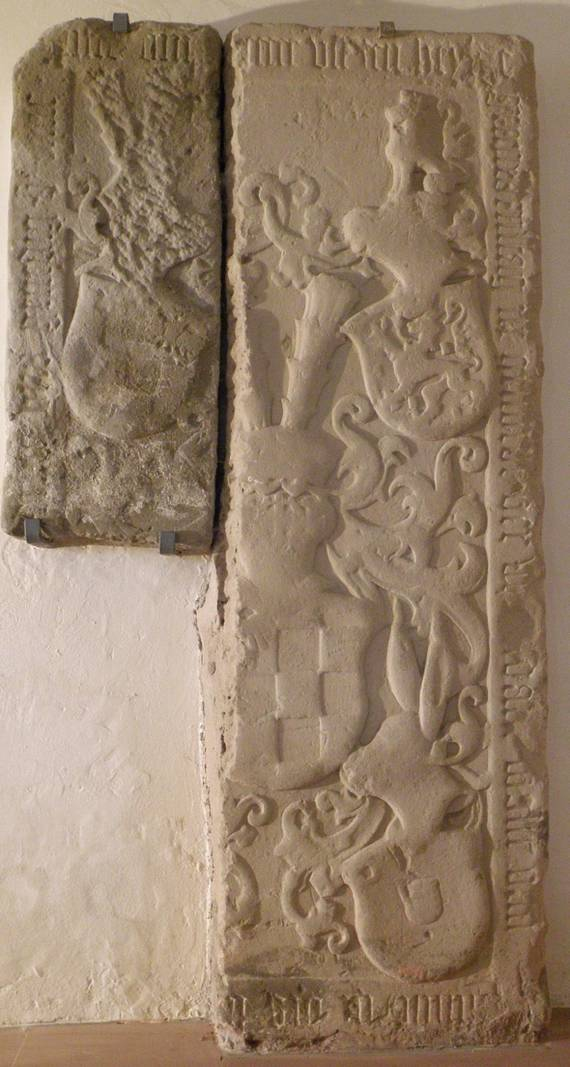
Epitaph des Adam Wolf von Sponheim († 1500)
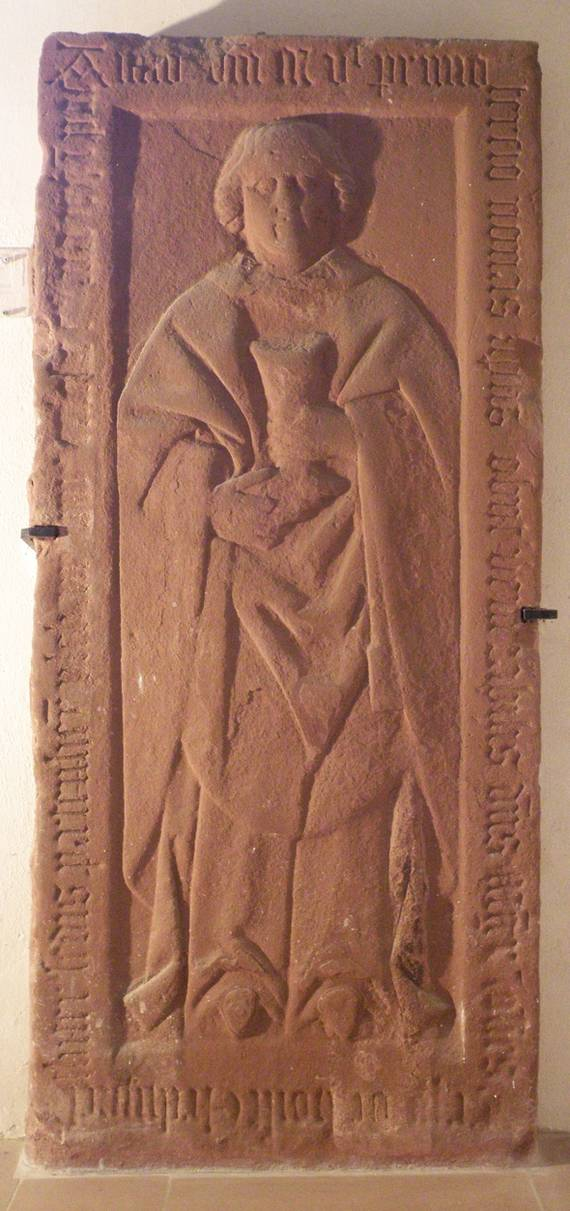
Epitaph des Priesters Johannes Erpp († 1501)
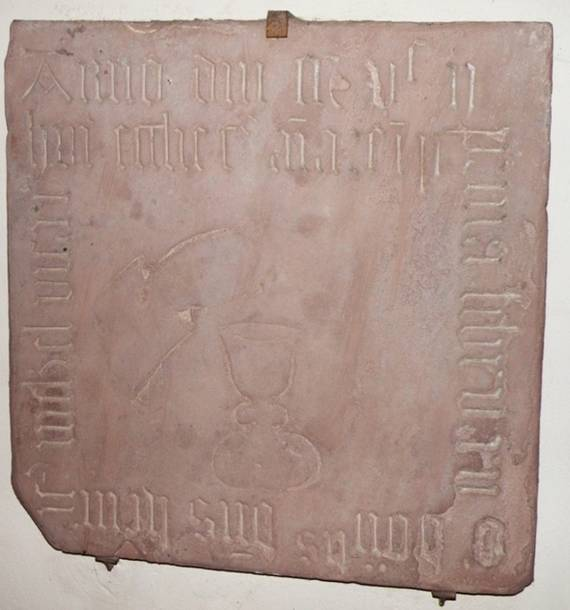
Epitaph des Heinrich Nickel († 1502)
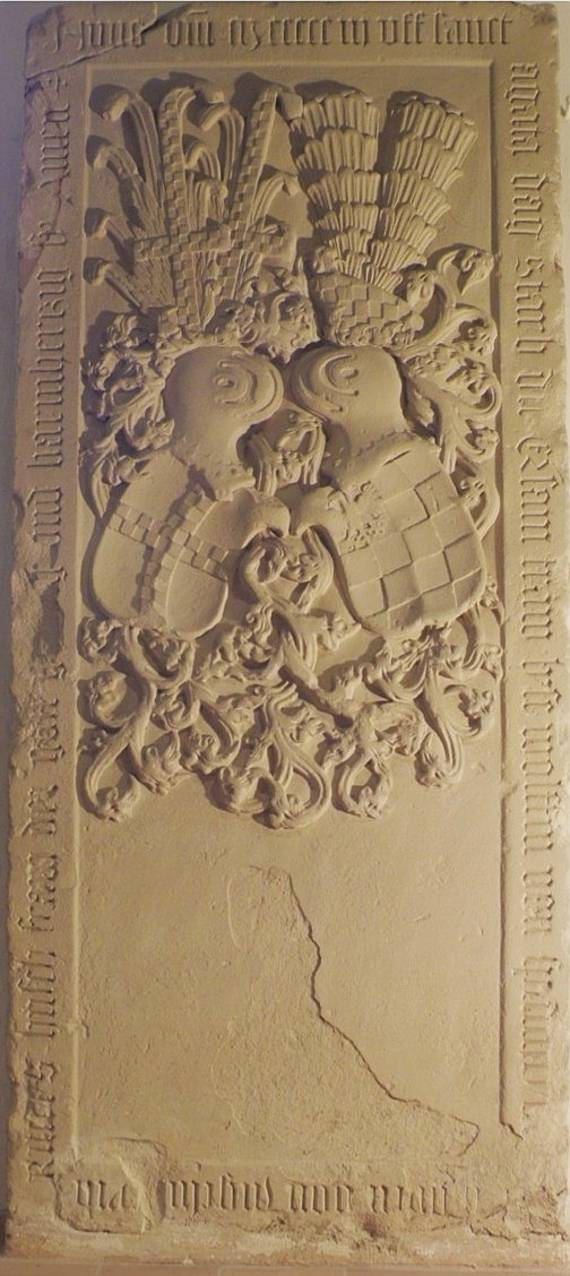
Epitaph der Elisabeth (Lyse) Wolf von Sponheim († 1503), Frau des Johann von Ingelheim
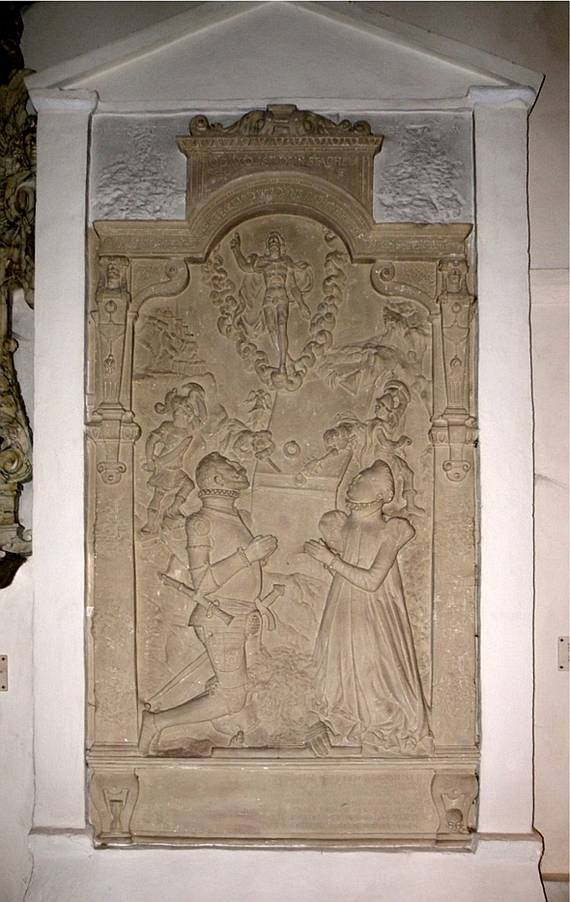
Epitaph der Dorothea von Nordeck zu der Rabenau († 1528), Frau des Bernhard Horneck von Weinheim
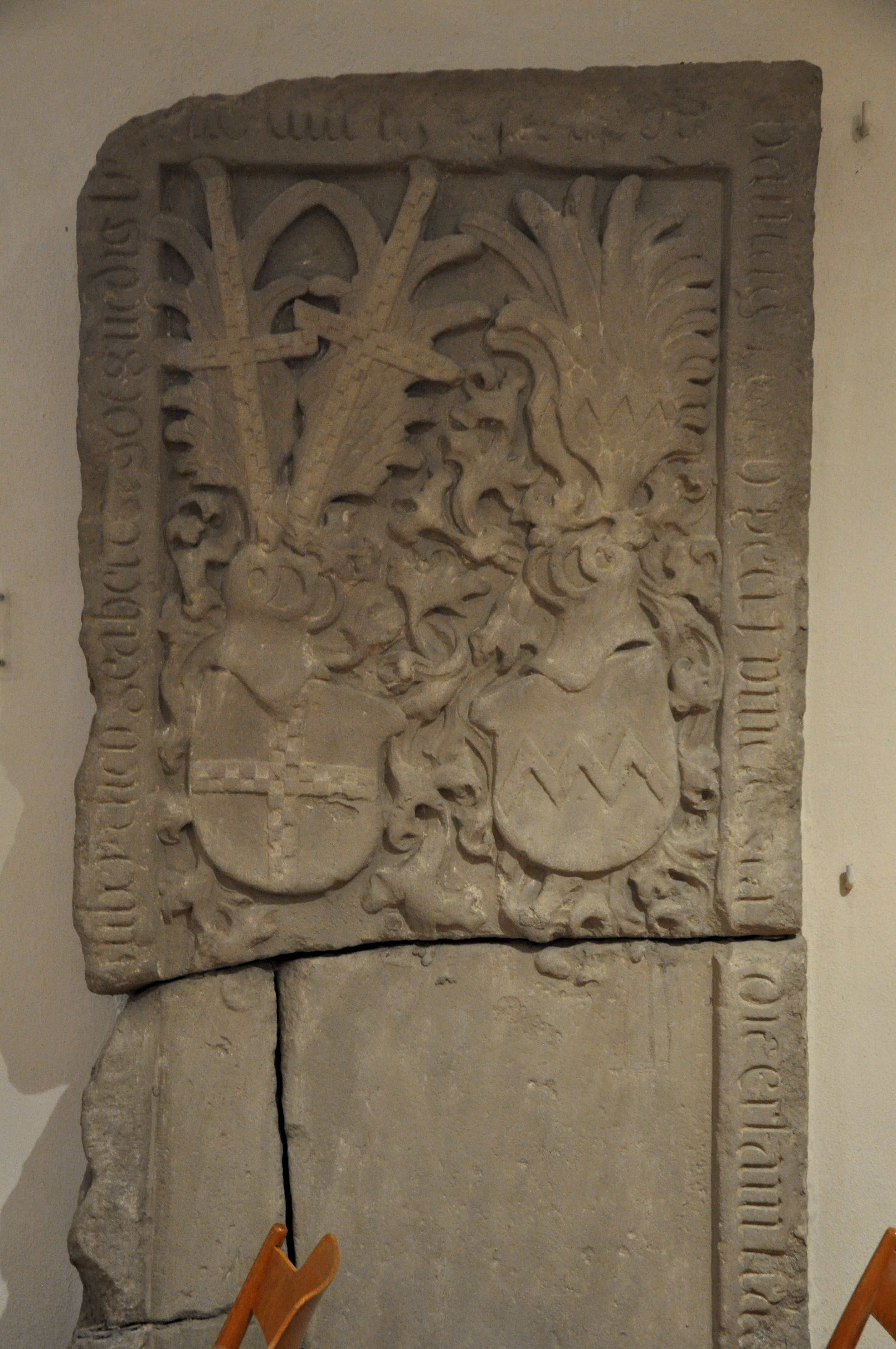
Epitaph der Dorothea Brendel von Homberg († 1530), Frau des Karl von Ingelheim
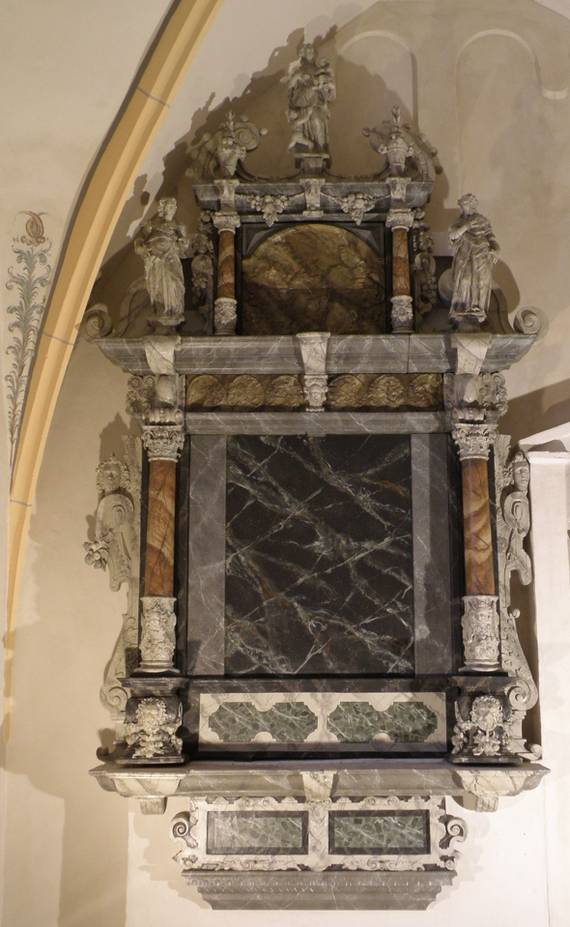
Epitaph der Familie Henrich Volrath (=Wallrab) von Koppenstein (1585–1599)
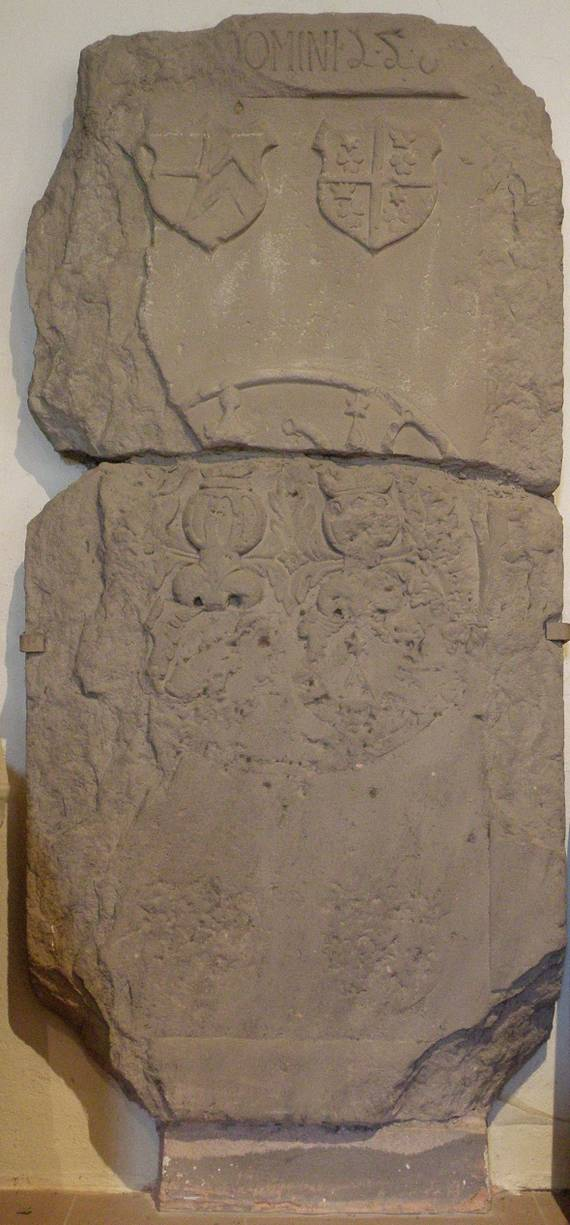
Epitaph der Sophia Haberkorn von Zellingen, geb. von Stümel († 1588)
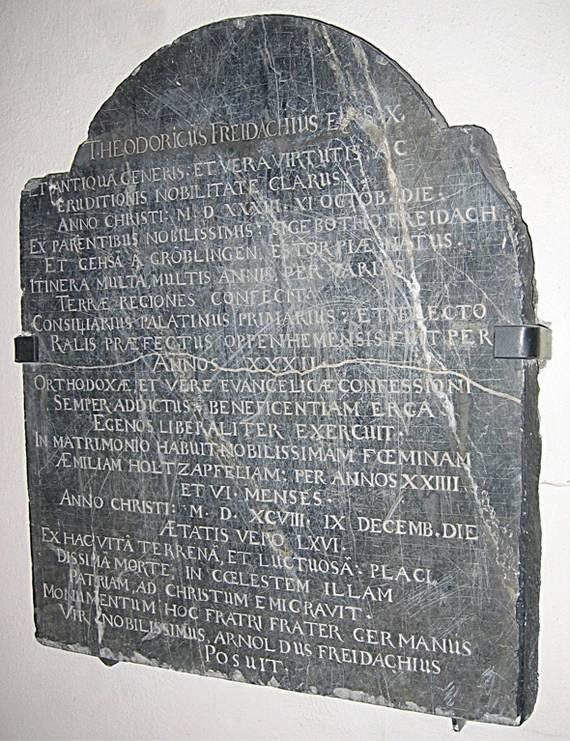
Epitaph des Theodorich (Theodor, Dietrich) Freidach (Freitag) aus [Nieder-]Sachsen († 1598)
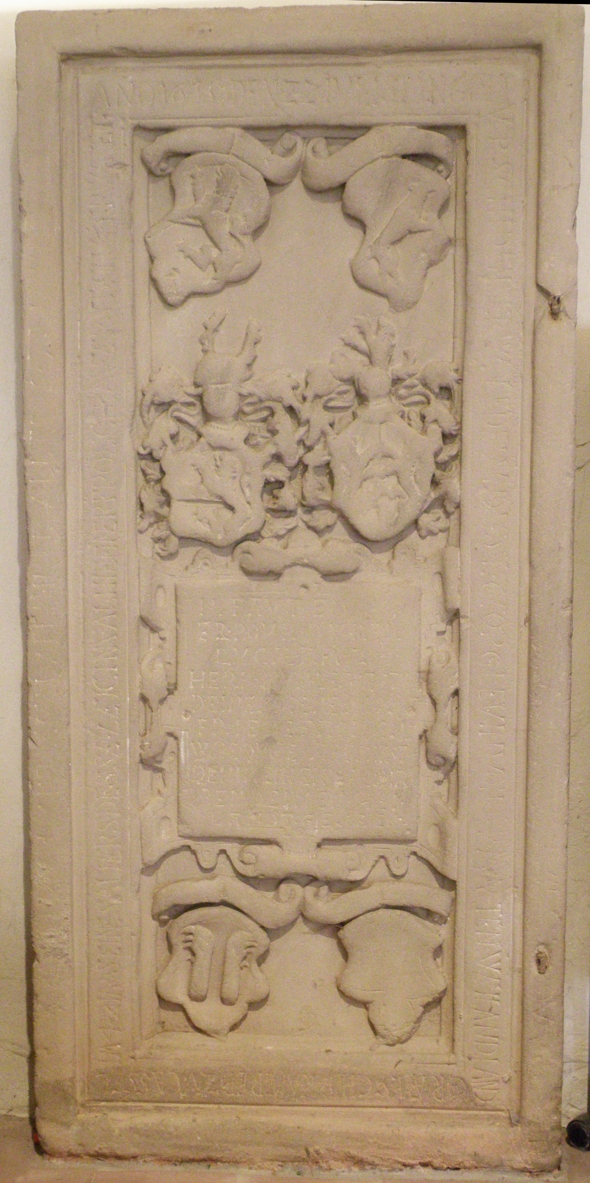
Epitaph des Georg Levin van der Marten († 1615)
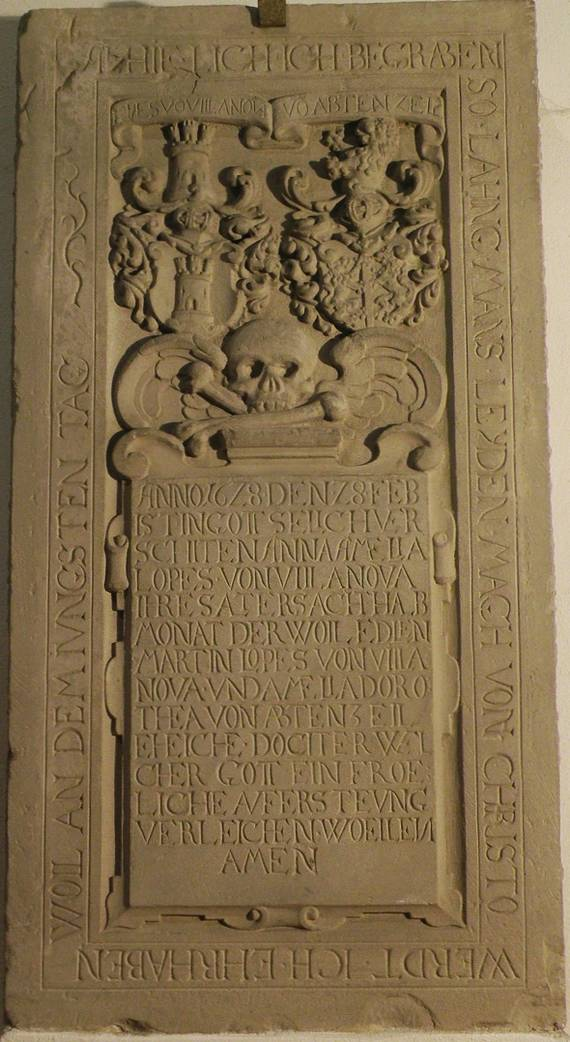
Epitaph der Anna Amelia Lopes de Villanova († 1628)
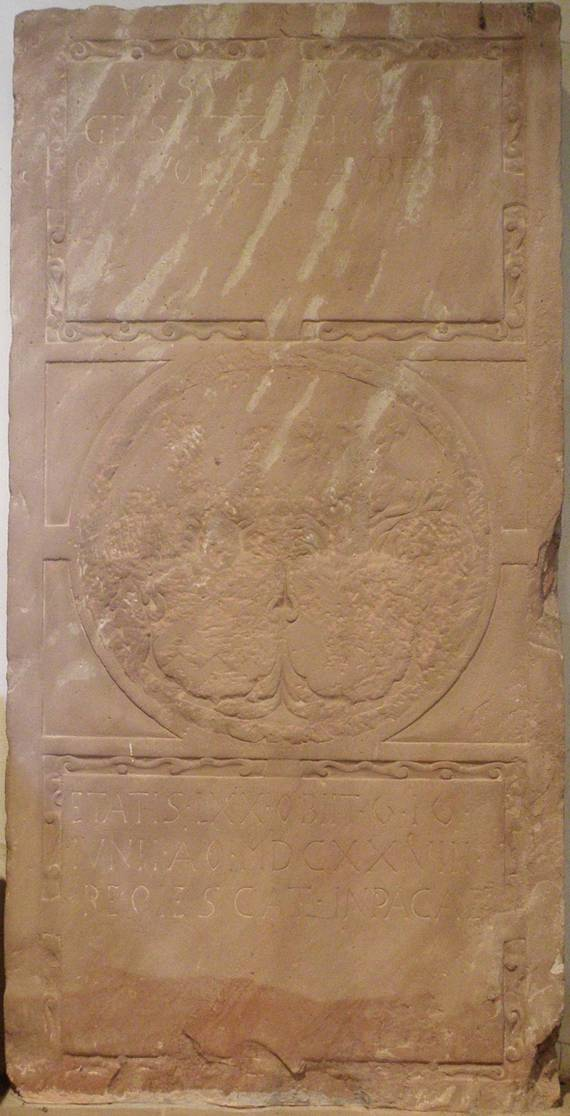
Epitaph der Ursula von Geispitzheim, geb. von der Hauben († 1628)
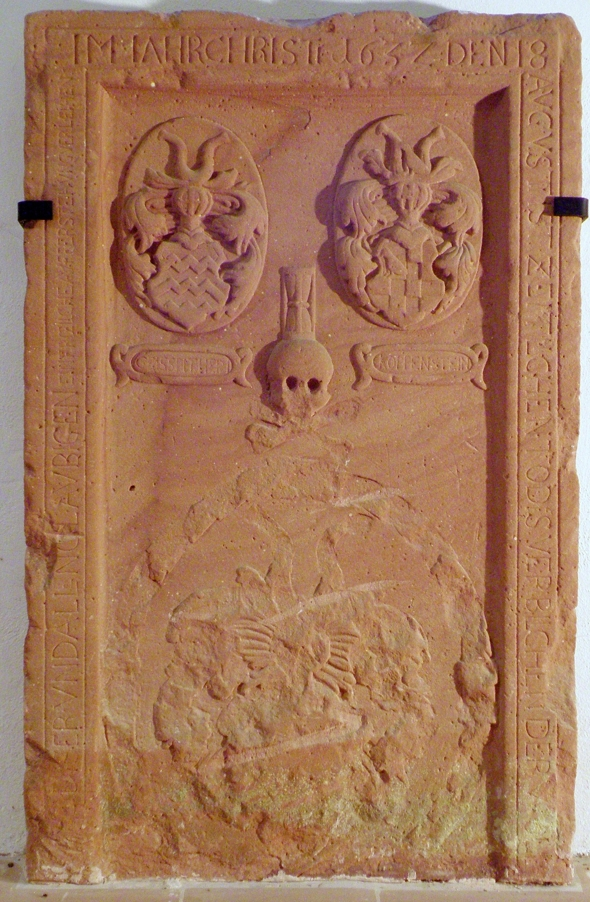
Epitaph des Wolf Michael von Geispitzheim († 1632)
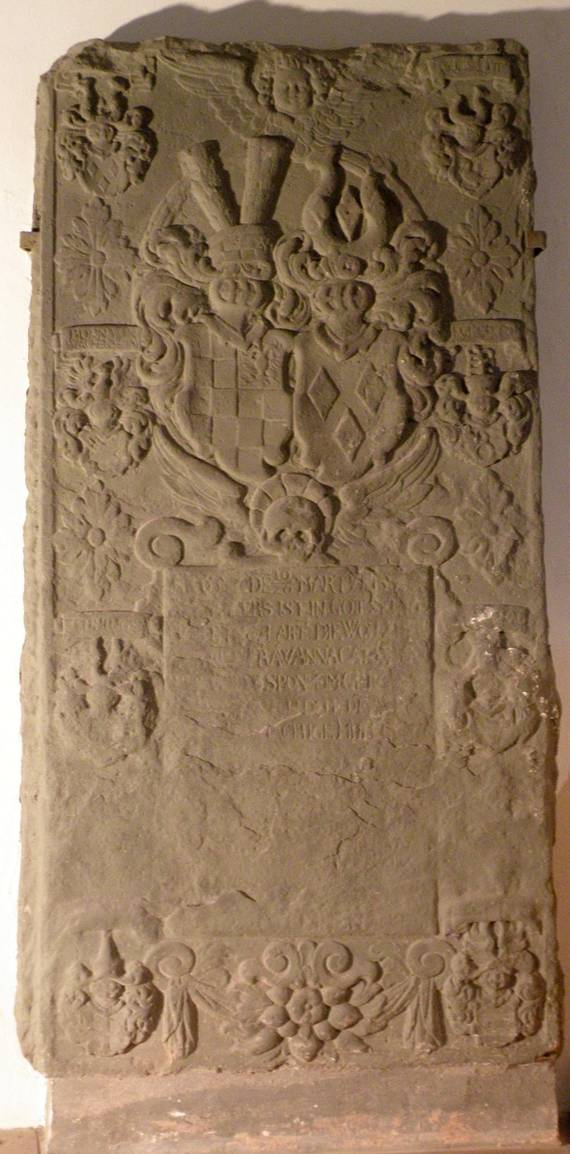
Epitaph der Anna Katharina von Wallbrunn († 1652)
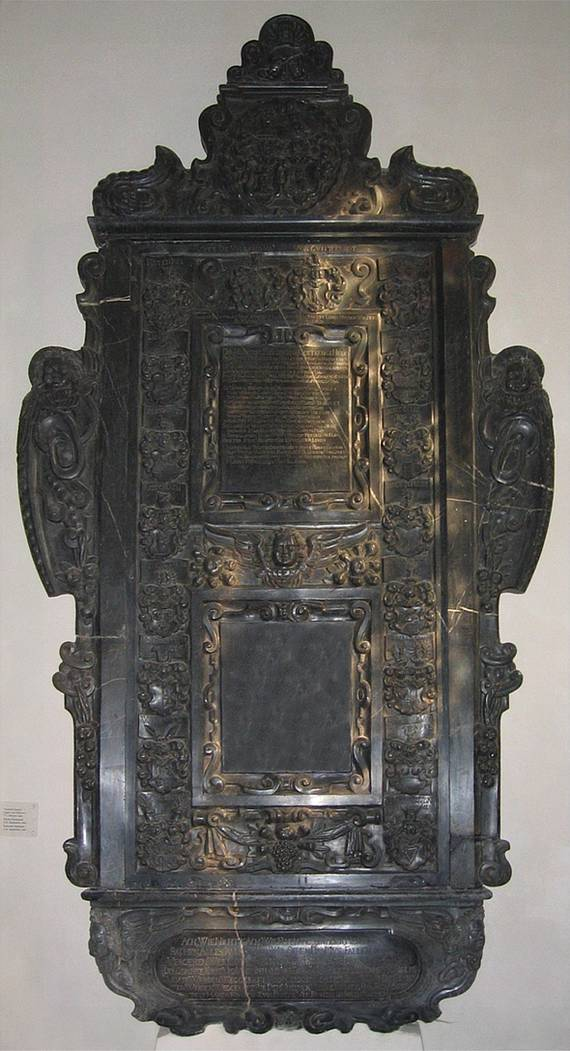
Epitaph der Familie Lopes de Villanova (1667–1668)
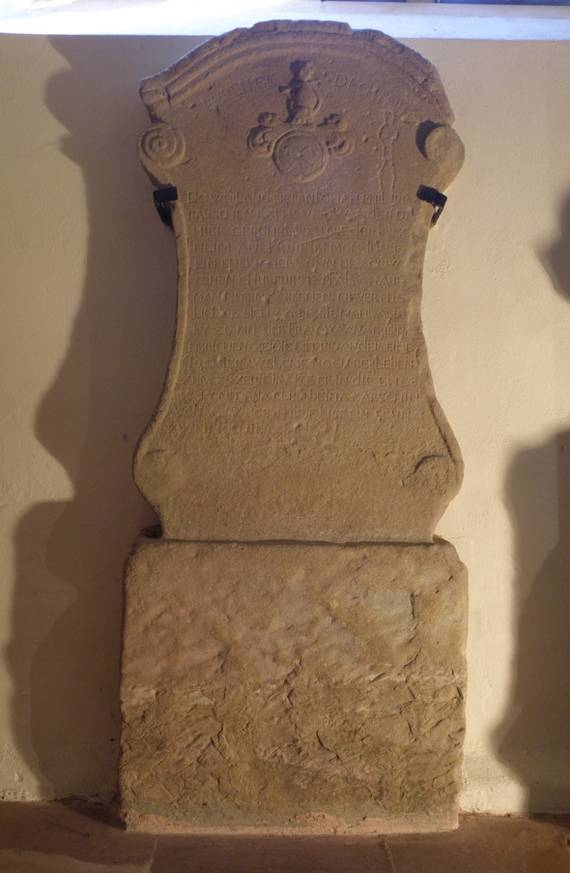
Epitaph des Johann Philipp Karsch († 1765)

## Orgel

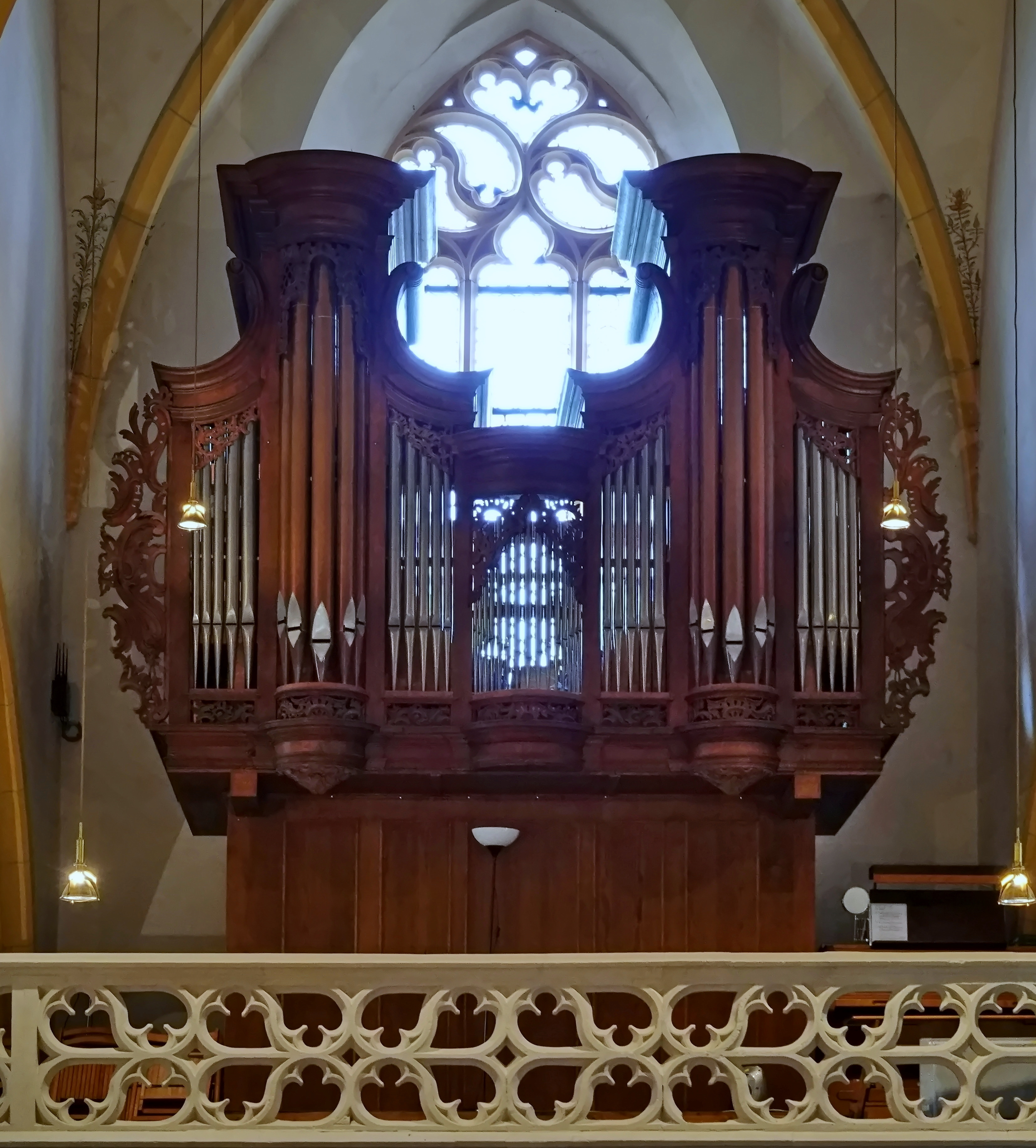
Kemper-Orgel hinter dem historischen Stumm-Orgelprospekt auf der Westempore.

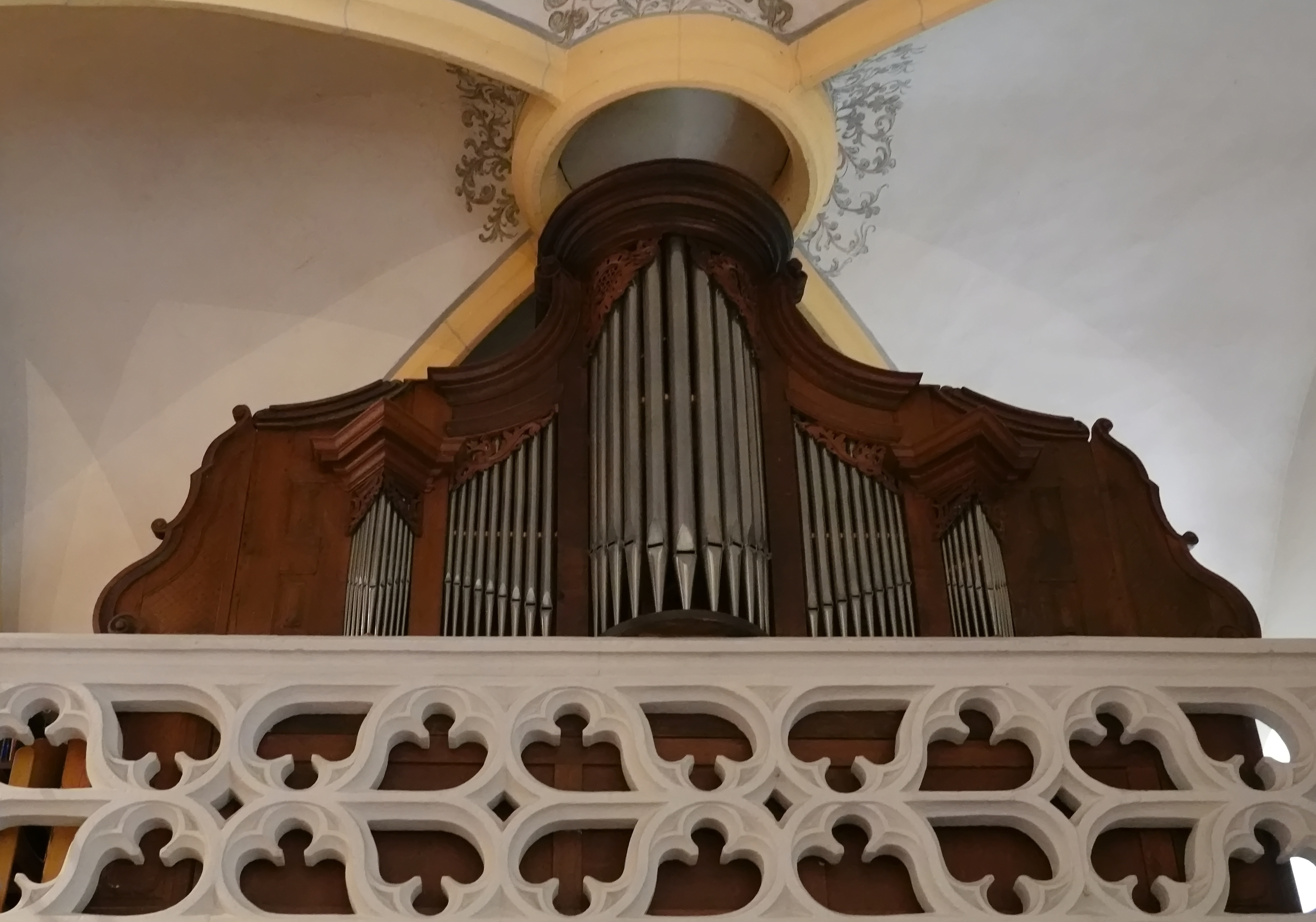
Prospekt des Unterpositivs der Stumm-Orgel, das aus dem Gehäuse herausgelöst und sich nun auf der Empore im nördlichen Seitenschiff befindet.

Die erste Orgel stammte aus dem Jahre 1467 und wurde von Orgelmeister Heynrich von Bingen gebaut. Sie kostete damals 220 Gulden. Die heutige barocke Orgel auf einer Empore am Ende des westlichen Langhauses bauten die Gebrüder Stumm im Jahre 1755. Der Orgelbauer Schlad zu Wald-Laubersheim erweiterte sie bei der Wiederherstellung des Kircheninneren 1876–1877 um zwei Seitenflügel. 1913 wurde sie ein weiteres Mal erweitert und erhielt ein elektrisches Gebläse. Im Ersten Weltkrieg mussten die Prospektpfeifen abgegeben werden. Um 1950 wurden Register ausgetauscht, um den Barockklang wiederherzustellen. Die Firma Emanuel Kemper ersetzte 1963 das Pfeifenwerk hinter dem historischen Gehäuse von Stumm. Die heutige Disposition lautet:
| I Hauptwerk C–g3 |       |
| Dulzgedackt      | 16′   |
| Prinzipal        | 8′    |
| Rohrflöte        | 8′    |
| Gambe            | 8′    |
| Oktave           | 4′    |
| Blockflöte       | 4′    |
| Nasat            | 2 ⁄3′ |
| Flachflöte       | 2′    |
| Rauschpfeife III |       |
| Mixtur VI–VII    |       |
| Trompete         | 8′    |

| II Seitenwerk (schwellbar) C–g3 |       |
| Gedeckt                         | 8′    |
| Quintade                        | 8′    |
| Gernterprinzipial               | 4′    |
| Strichflöte                     | 4′    |
| Grobflöte                       | 4′    |
| Oktave                          | 2′    |
| Quinte                          | 1 ⁄3′ |
| Sesquialtera III                |       |
| Scharff IV                      |       |
| Dulcian                         | 16′   |
| Oboe                            | 8′    |
| Tremulant                       |       |

| Pedal C–f1     |     |
| Prinzipal      | 16′ |
| Subbass        | 16′ |
| Oktavbass      | 8′  |
| Gedacktbass    | 8′  |
| Choralbass     | 4′  |
| Doppelflöte II |     |
| Mixtur VI      |     |
| Posaune        | 16′ |

- Koppeln: I/II, I/P, II/P
- Spielhilfen: Walze, 2 freie Kombinationen

## Glocken
Das heutige Dreiergeläut ertönt in den Tönen b°-des'-es'. Die erste Glocke wurde im Jahr 1384 gegossen; sie zersprang beim Läuten am 16. Januar 1916. Am oberen Rand war sie mit einem Inschriftenband in gotischer Minuskelschrift und dem Reichsadler von Ober-Ingelheim verziert. Die Inschrift lautete: Eccito stertentes, ad templum convoco gentes: cum tonitru pestis in cedit fulmen et hostis. (Ich wecke die Schlafenden, ich rufe die Gemeinde in der Kirche zusammen, wenn unter Donner die Pest und der Blitz und der Feind einhergehen). Diese Glocke war auch eine Schlagglocke, die die Stunden anzeigte. Das Uhrwerk ist noch im Turm erhalten, wird aber nicht mehr verwendet.
Neben dieser Glocke gab es eine weitere, die nach einer Urkunde im Jahre 1674 durch Blitzschlag zerstört wurde. Aus ihr wurde 1733 die noch erhaltene dritte kleinere Glocke mit einem Durchmesser von 1,30 Meter gegossen. Ihre Inschrift lautet: Kommet lasset uns auf den Berg des Herren gehen zum Hause des Gottes Jacob, das er uns lehre seine Wege und wir wandlen auff seinen Steigen. Essaian am 2. Vers 3. Zusätzlich ist sie mit dem Ingelheimer Reichsadler geschmückt. Über der Inschrift ist sie mit einer Zierleiste, am unteren Rand mit zwei Ringlinien, dazwischen mit schrägen Blättern verziert. Auch der Ingelheimer Reichsadler ist zu sehen. Diese Glocke war zwischen 1916 und 1921 die einzige, bis 1921 zwei neue Stahlglocken mit den Tönen b und des dazukamen. Gegossen wurden die neueren Glocken vom Bochumer Verein. Die große Glocke trägt zum Gedenken an die Gefallenen im Ersten Weltkrieg folgende Inschrift: Wir wissen, dass wir aus dem Tode in das Leben gekommen sind; denn wir lieben die Brüder. Wer den Bruder nicht liebt, der bleibt im Tode. Auf der kleineren Glocke ist zu lesen: Gott ist unsere Zuversicht und Stärke, eine Hilfe in den großen Nöten, die uns getroffen haben.

## Heutige Nutzung
In der Burgkirche feiert die evangelische, etwa 2200 Mitglieder zählende Gemeinde ihre Gottesdienste. Die Gemeinde ist Teil der Evangelischen Kirche Hessen-Nassau. Alle zwei Monate findet in der Kirche das Burgkirchengespräch mit gesellschaftlichen Themen statt, an dem auch schon der ehemalige rheinland-pfälzische Ministerpräsident Kurt Beck teilnahm. Die Kirche kann regelmäßig besichtigt werden.

## Friedhof
Auf dem Friedhof nördlich der Burgkirche befinden sich viele Grabmäler bedeutender Persönlichkeiten:

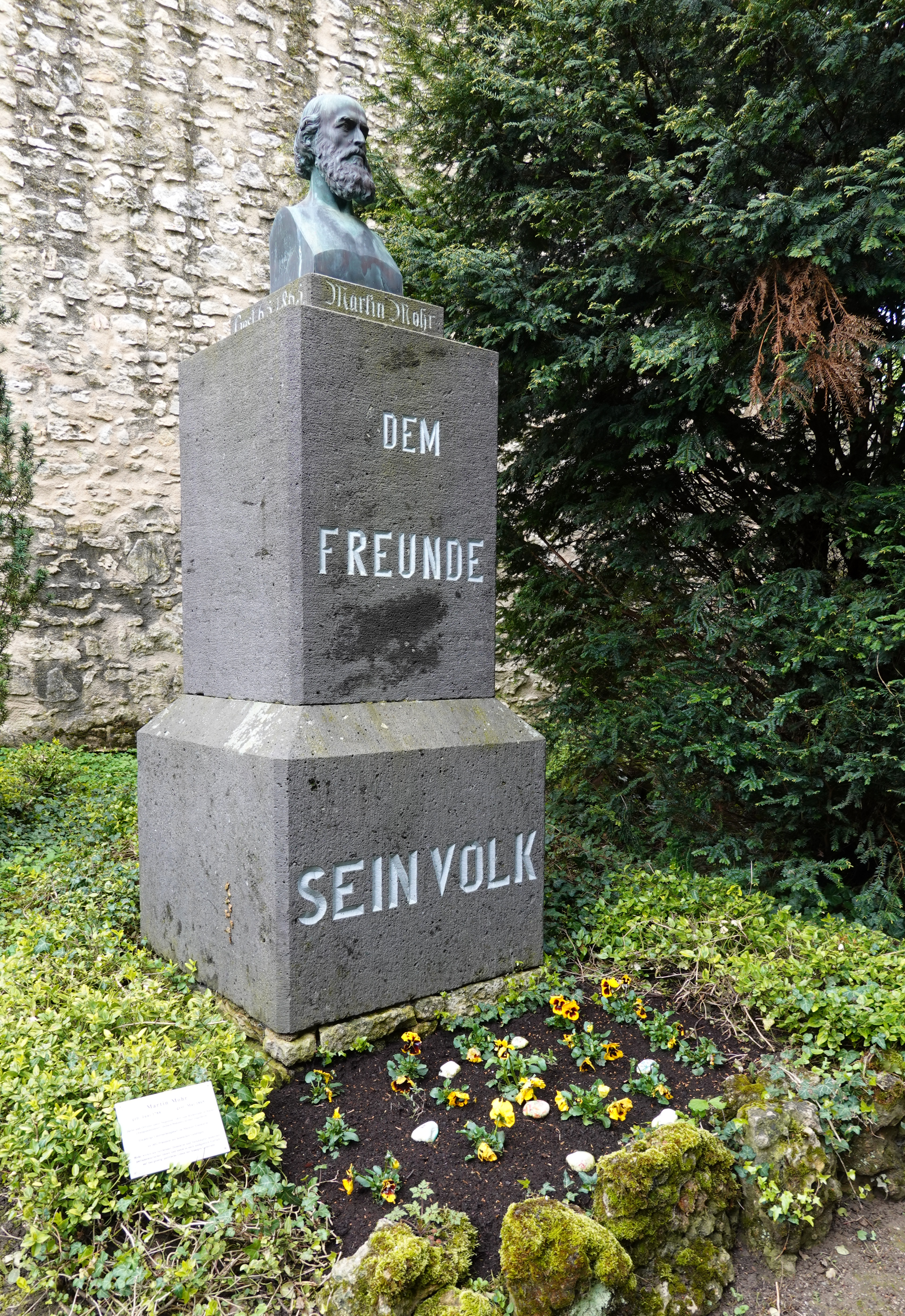
Grabmal von Dr. Martin Mohr

- Personen des Ober-Ingelheimer Adels
- Martin Mohr († 7. Mai 1865), ehemaliger Präsident des Hessischen Landtages und Mitglied des Paulskirchenparlaments

Viele der originalen Grabeinfriedungen sind noch erhalten. Auf diesem Friedhof stand einst eine zweistöckige Totenkapelle (St. Michael) mit zwei Altären (St. Michael und St. Anna) und einem Beinhaus. Sie befand sich unmittelbar nördlich des heutigen Chors der Burgkirche und wurde erstmals 1390 urkundlich erwähnt.

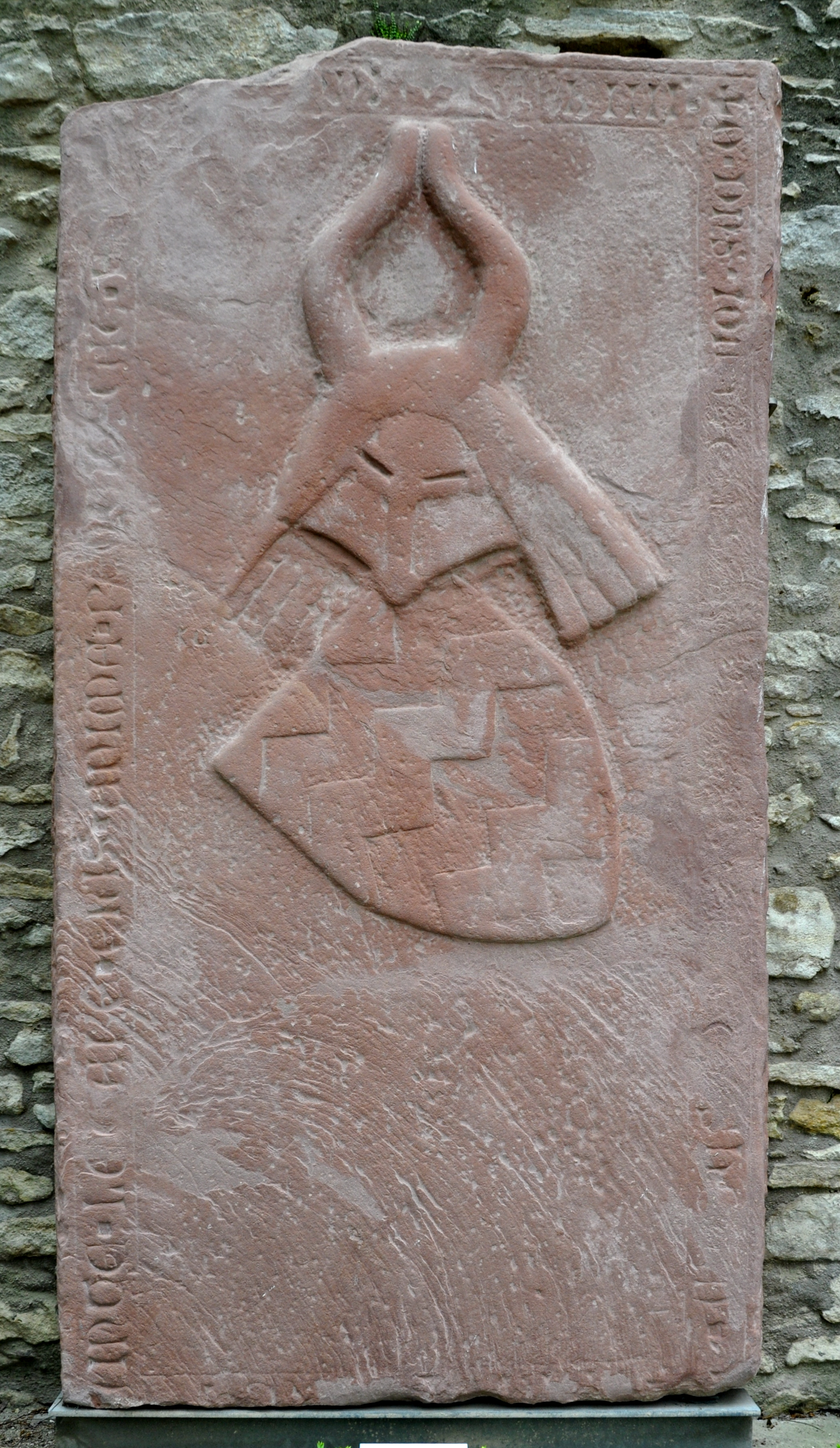
Epitaph des Johannes von Geispitzheim († 1354)
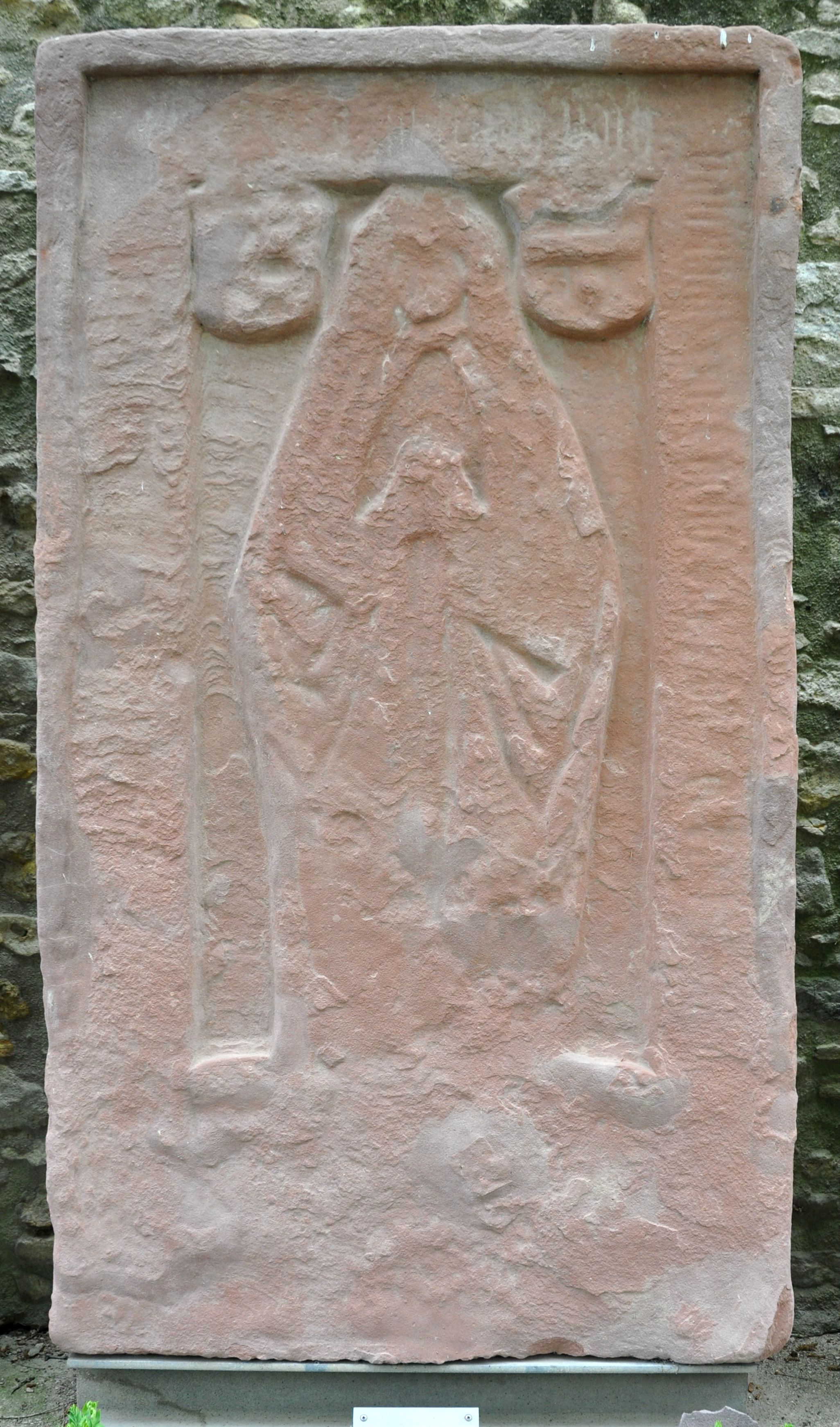
Epitaph der Guda von Löwenstein (Lewenstein)(† 1413)
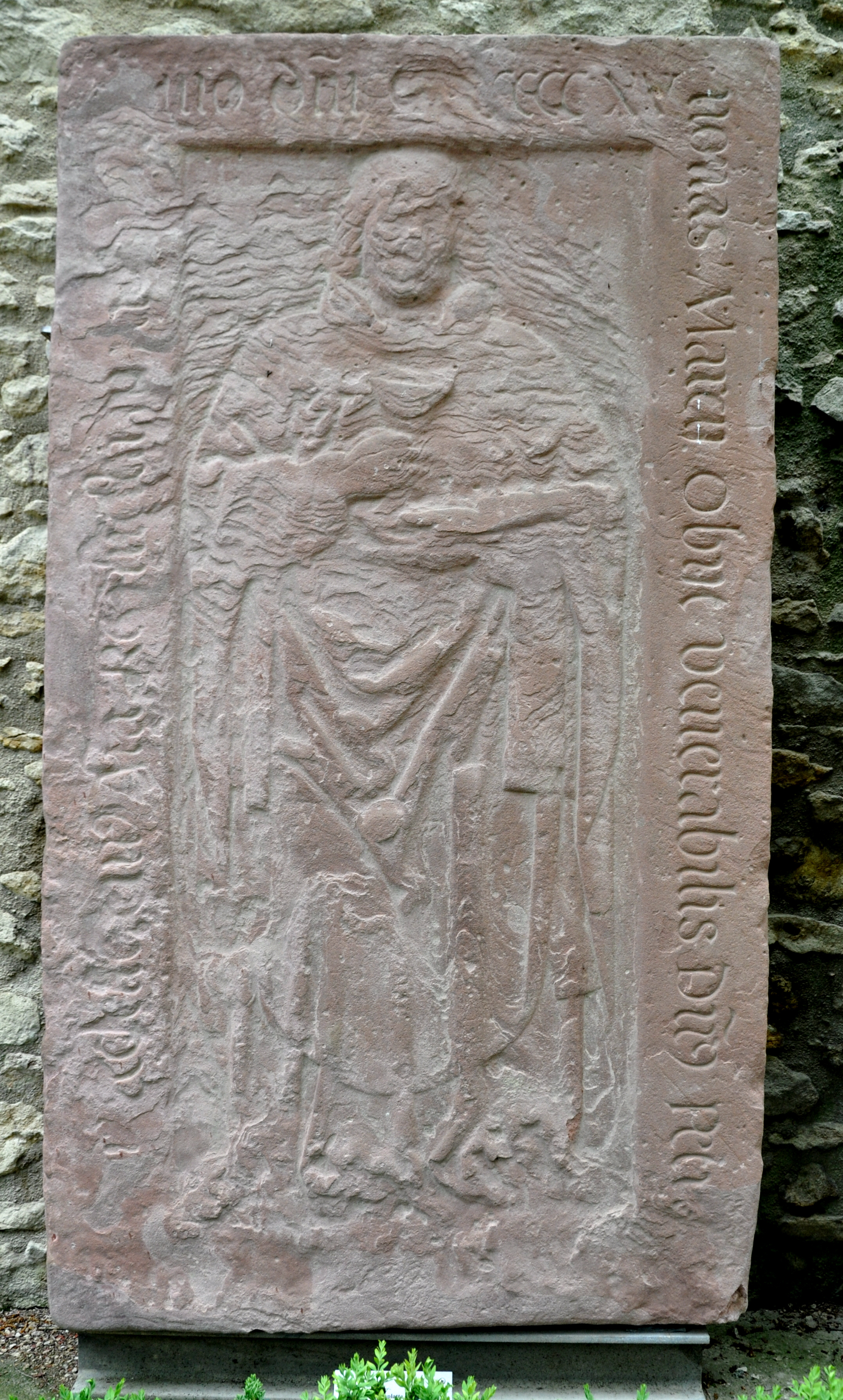
Epitaph des Peter Wolf von Limburg († 1415)
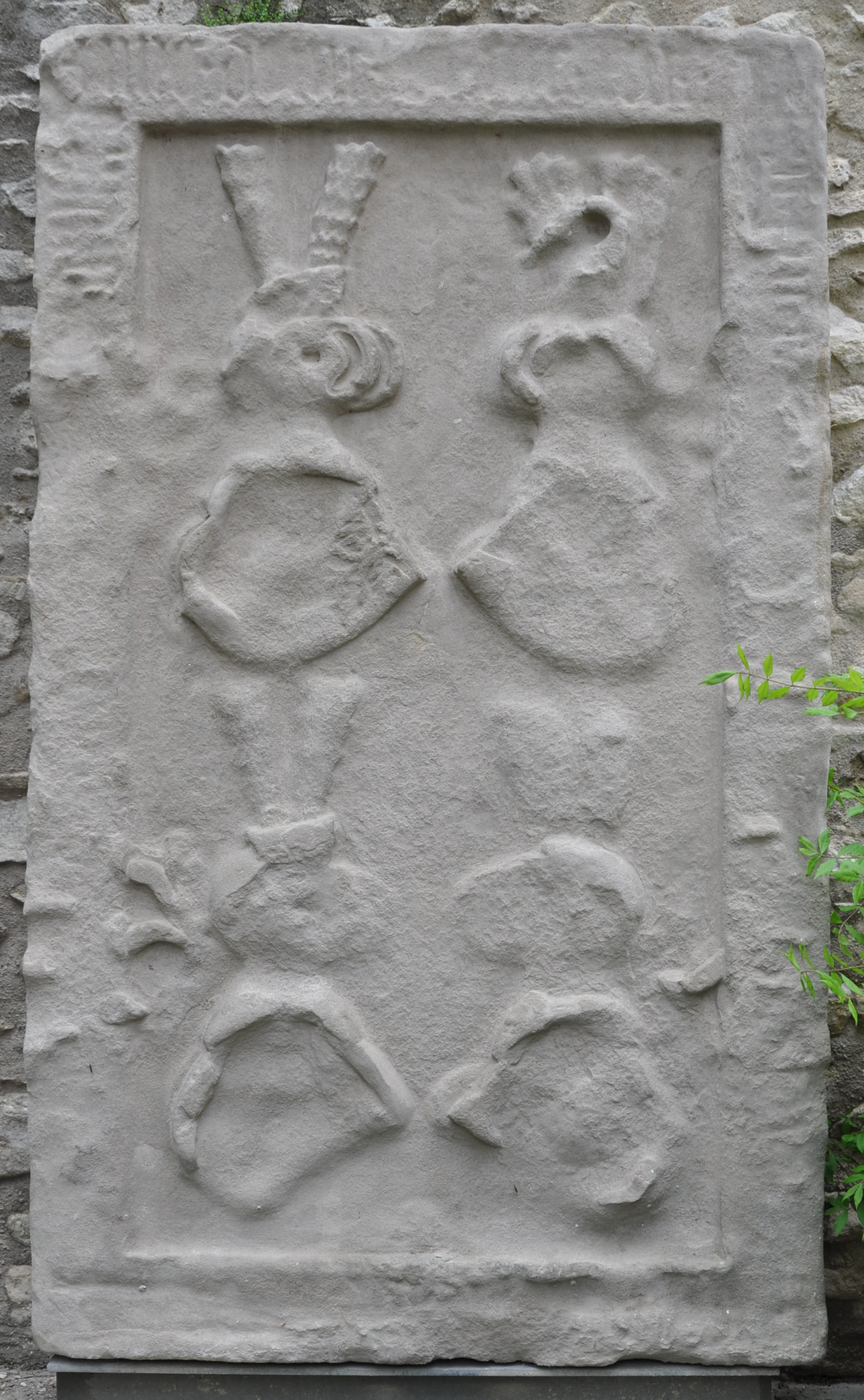
Epitaph der Agnes Waldbott von Bassenheim († 1496)
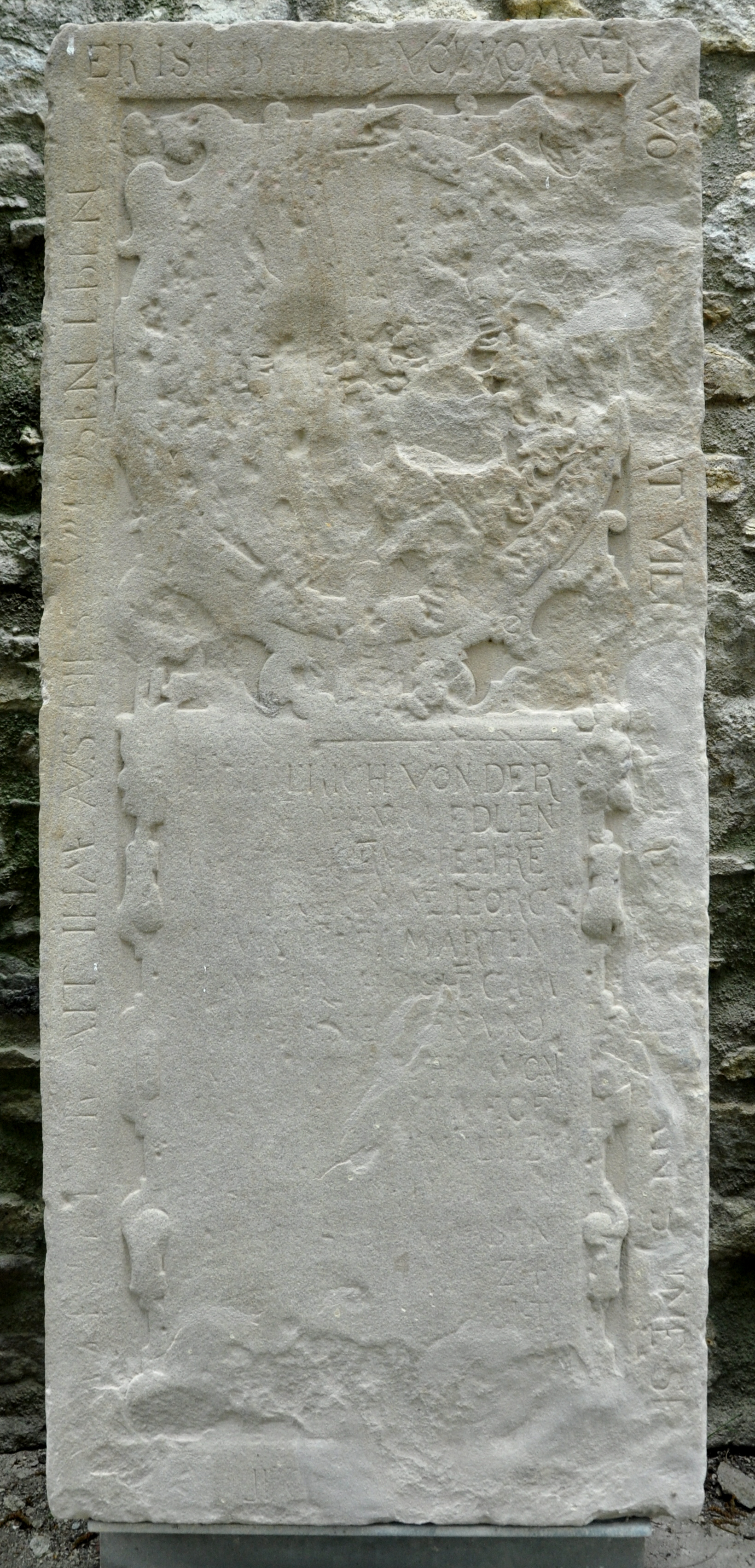
Epitaph des Friedrich van der Marten (Anfang 17. Jahrhundert)